# Lista de asteroides (475001-476000)
Esta é uma lista parcial de asteroides, do asteroide número 475001 até o 476000, inclusive. Veja também o índice com todas as listas disponíveis.

| Objeto Próximos à Terra | Cinturão de asteroides (interno) | Cinturão de asteroides (externo) | Centauro       |
| Cruzador de Marte       | Cinturão de asteroides (meio)    | Troianos de Júpiter              | Transnetuniano |

Veja mais dados de cada asteroide na ligação externa para o Minor Planet Center na última coluna.
Índice: 475001... 475101... 475201... 475301... 475401... 475501... 475601... 475701... 475801... 475901... 

## 475001–475100
| Designação | Designação | Descoberta  | Descoberta   | Descobridor(es)     | Categoria | Mais informações / Referência |
| Permanente | Provisória | Data        | Local        | Descobridor(es)     | Categoria | Mais informações / Referência |
| ---------- | ---------- | ----------- | ------------ | ------------------- | --------- | ----------------------------- |
| 475001     | 2005 TX155 | 7 out 2005  | Kitt Peak    | Spacewatch          | —         | MPC                           |
| 475002     | 2005 TN157 | 25 set 2005 | Kitt Peak    | Spacewatch          | —         | MPC                           |
| 475003     | 2005 TO160 | 9 out 2005  | Kitt Peak    | Spacewatch          | —         | MPC                           |
| 475004     | 2005 TK161 | 23 set 2005 | Kitt Peak    | Spacewatch          | —         | MPC                           |
| 475005     | 2005 TX161 | 26 set 2005 | Kitt Peak    | Spacewatch          | —         | MPC                           |
| 475006     | 2005 TE162 | 23 set 2005 | Kitt Peak    | Spacewatch          | —         | MPC                           |
| 475007     | 2005 TF163 | 9 out 2005  | Kitt Peak    | Spacewatch          | —         | MPC                           |
| 475008     | 2005 TG165 | 9 out 2005  | Kitt Peak    | Spacewatch          | —         | MPC                           |
| 475009     | 2005 TV167 | 9 out 2005  | Kitt Peak    | Spacewatch          | —         | MPC                           |
| 475010     | 2005 TX168 | 9 out 2005  | Kitt Peak    | Spacewatch          | —         | MPC                           |
| 475011     | 2005 TG176 | 1 out 2005  | Kitt Peak    | Spacewatch          | —         | MPC                           |
| 475012     | 2005 TR176 | 1 out 2005  | Mount Lemmon | Mount Lemmon Survey | —         | MPC                           |
| 475013     | 2005 TF181 | 1 out 2005  | Mount Lemmon | Mount Lemmon Survey | —         | MPC                           |
| 475014     | 2005 TM191 | 1 out 2005  | Mount Lemmon | Mount Lemmon Survey | —         | MPC                           |
| 475015     | 2005 TN191 | 1 out 2005  | Mount Lemmon | Mount Lemmon Survey | —         | MPC                           |
| 475016     | 2005 UO    | 23 out 2005 | Catalina     | CSS                 | —         | MPC                           |
| 475017     | 2005 UC8   | 26 out 2005 | Ottmarsheim  | C. Rinner           | —         | MPC                           |
| 475018     | 2005 UU8   | 20 out 2005 | Palomar      | NEAT                | —         | MPC                           |
| 475019     | 2005 UB9   | 21 out 2005 | Palomar      | NEAT                | —         | MPC                           |
| 475020     | 2005 UN10  | 21 out 2005 | Palomar      | NEAT                | —         | MPC                           |
| 475021     | 2005 UA15  | 22 out 2005 | Kitt Peak    | Spacewatch          | —         | MPC                           |
| 475022     | 2005 UD17  | 22 out 2005 | Kitt Peak    | Spacewatch          | —         | MPC                           |
| 475023     | 2005 UY17  | 22 out 2005 | Catalina     | CSS                 | —         | MPC                           |
| 475024     | 2005 UX20  | 23 out 2005 | Kitt Peak    | Spacewatch          | —         | MPC                           |
| 475025     | 2005 UB23  | 23 out 2005 | Kitt Peak    | Spacewatch          | —         | MPC                           |
| 475026     | 2005 UX24  | 30 set 2005 | Mount Lemmon | Mount Lemmon Survey | —         | MPC                           |
| 475027     | 2005 US25  | 23 out 2005 | Kitt Peak    | Spacewatch          | —         | MPC                           |
| 475028     | 2005 UF27  | 30 set 2005 | Mount Lemmon | Mount Lemmon Survey | Mitidika  | MPC                           |
| 475029     | 2005 UN27  | 23 out 2005 | Catalina     | CSS                 | —         | MPC                           |
| 475030     | 2005 UY27  | 12 out 2005 | Kitt Peak    | Spacewatch          | —         | MPC                           |
| 475031     | 2005 UM28  | 23 out 2005 | Kitt Peak    | Spacewatch          | —         | MPC                           |
| 475032     | 2005 UP33  | 24 out 2005 | Kitt Peak    | Spacewatch          | —         | MPC                           |
| 475033     | 2005 UN37  | 24 out 2005 | Kitt Peak    | Spacewatch          | —         | MPC                           |
| 475034     | 2005 UW38  | 24 out 2005 | Kitt Peak    | Spacewatch          | —         | MPC                           |
| 475035     | 2005 UH39  | 24 out 2005 | Kitt Peak    | Spacewatch          | —         | MPC                           |
| 475036     | 2005 UH47  | 22 out 2005 | Catalina     | CSS                 | —         | MPC                           |
| 475037     | 2005 UY47  | 22 out 2005 | Catalina     | CSS                 | —         | MPC                           |
| 475038     | 2005 UV57  | 24 out 2005 | Kitt Peak    | Spacewatch          | —         | MPC                           |
| 475039     | 2005 UL58  | 24 out 2005 | Kitt Peak    | Spacewatch          | —         | MPC                           |
| 475040     | 2005 UP59  | 25 out 2005 | Kitt Peak    | Spacewatch          | Mitidika  | MPC                           |
| 475041     | 2005 UH62  | 30 set 2005 | Mount Lemmon | Mount Lemmon Survey | —         | MPC                           |
| 475042     | 2005 UO62  | 25 out 2005 | Mount Lemmon | Mount Lemmon Survey | —         | MPC                           |
| 475043     | 2005 UK67  | 1 out 2005  | Mount Lemmon | Mount Lemmon Survey | Mitidika  | MPC                           |
| 475044     | 2005 UD70  | 10 out 2005 | Catalina     | CSS                 | —         | MPC                           |
| 475045     | 2005 UG70  | 29 set 2005 | Catalina     | CSS                 | —         | MPC                           |
| 475046     | 2005 UF72  | 23 out 2005 | Catalina     | CSS                 | —         | MPC                           |
| 475047     | 2005 UK85  | 22 out 2005 | Kitt Peak    | Spacewatch          | —         | MPC                           |
| 475048     | 2005 UT86  | 1 out 2005  | Mount Lemmon | Mount Lemmon Survey | —         | MPC                           |
| 475049     | 2005 UC92  | 5 set 1999  | Kitt Peak    | Spacewatch          | Ursula    | MPC                           |
| 475050     | 2005 UR96  | 22 out 2005 | Kitt Peak    | Spacewatch          | —         | MPC                           |
| 475051     | 2005 UU97  | 22 out 2005 | Kitt Peak    | Spacewatch          | —         | MPC                           |
| 475052     | 2005 UD98  | 22 out 2005 | Kitt Peak    | Spacewatch          | —         | MPC                           |
| 475053     | 2005 UV101 | 22 out 2005 | Kitt Peak    | Spacewatch          | —         | MPC                           |
| 475054     | 2005 UA102 | 22 out 2005 | Kitt Peak    | Spacewatch          | —         | MPC                           |
| 475055     | 2005 UV103 | 22 out 2005 | Kitt Peak    | Spacewatch          | —         | MPC                           |
| 475056     | 2005 UH104 | 22 out 2005 | Kitt Peak    | Spacewatch          | Ursula    | MPC                           |
| 475057     | 2005 UR106 | 22 out 2005 | Kitt Peak    | Spacewatch          | —         | MPC                           |
| 475058     | 2005 UD114 | 22 out 2005 | Kitt Peak    | Spacewatch          | —         | MPC                           |
| 475059     | 2005 UW115 | 23 out 2005 | Catalina     | CSS                 | —         | MPC                           |
| 475060     | 2005 UM118 | 7 out 2005  | Mount Lemmon | Mount Lemmon Survey | —         | MPC                           |
| 475061     | 2005 UN118 | 30 set 2005 | Mount Lemmon | Mount Lemmon Survey | —         | MPC                           |
| 475062     | 2005 UE122 | 30 set 2005 | Mount Lemmon | Mount Lemmon Survey | —         | MPC                           |
| 475063     | 2005 UV123 | 1 out 2005  | Mount Lemmon | Mount Lemmon Survey | —         | MPC                           |
| 475064     | 2005 UK126 | 24 out 2005 | Kitt Peak    | Spacewatch          | —         | MPC                           |
| 475065     | 2005 UW126 | 24 out 2005 | Kitt Peak    | Spacewatch          | —         | MPC                           |
| 475066     | 2005 UH128 | 24 out 2005 | Kitt Peak    | Spacewatch          | —         | MPC                           |
| 475067     | 2005 UC129 | 24 out 2005 | Kitt Peak    | Spacewatch          | —         | MPC                           |
| 475068     | 2005 UB133 | 25 set 2005 | Kitt Peak    | Spacewatch          | —         | MPC                           |
| 475069     | 2005 UP133 | 25 out 2005 | Mount Lemmon | Mount Lemmon Survey | Brangane  | MPC                           |
| 475070     | 2005 UC136 | 25 out 2005 | Mount Lemmon | Mount Lemmon Survey | Mitidika  | MPC                           |
| 475071     | 2005 UZ136 | 25 out 2005 | Mount Lemmon | Mount Lemmon Survey | —         | MPC                           |
| 475072     | 2005 US139 | 12 out 2005 | Kitt Peak    | Spacewatch          | —         | MPC                           |
| 475073     | 2005 UY139 | 25 out 2005 | Mount Lemmon | Mount Lemmon Survey | —         | MPC                           |
| 475074     | 2005 UC143 | 25 out 2005 | Mount Lemmon | Mount Lemmon Survey | —         | MPC                           |
| 475075     | 2005 UO147 | 26 out 2005 | Kitt Peak    | Spacewatch          | —         | MPC                           |
| 475076     | 2005 UA152 | 26 out 2005 | Kitt Peak    | Spacewatch          | —         | MPC                           |
| 475077     | 2005 UO155 | 26 out 2005 | Palomar      | NEAT                | —         | MPC                           |
| 475078     | 2005 UZ156 | 25 out 2005 | Mount Lemmon | Mount Lemmon Survey | —         | MPC                           |
| 475079     | 2005 UL157 | 28 out 2005 | Catalina     | CSS                 | —         | MPC                           |
| 475080     | 2005 UR157 | 26 out 2005 | Nogales      | J.-C. Merlin        | —         | MPC                           |
| 475081     | 2005 UP163 | 24 out 2005 | Kitt Peak    | Spacewatch          | —         | MPC                           |
| 475082     | 2005 UC170 | 24 out 2005 | Kitt Peak    | Spacewatch          | —         | MPC                           |
| 475083     | 2005 UY172 | 24 out 2005 | Kitt Peak    | Spacewatch          | —         | MPC                           |
| 475084     | 2005 UU175 | 24 out 2005 | Kitt Peak    | Spacewatch          | —         | MPC                           |
| 475085     | 2005 UM183 | 25 out 2005 | Mount Lemmon | Mount Lemmon Survey | —         | MPC                           |
| 475086     | 2005 UP183 | 30 set 2005 | Mount Lemmon | Mount Lemmon Survey | —         | MPC                           |
| 475087     | 2005 UF187 | 26 out 2005 | Kitt Peak    | Spacewatch          | —         | MPC                           |
| 475088     | 2005 UM187 | 27 out 2005 | Mount Lemmon | Mount Lemmon Survey | —         | MPC                           |
| 475089     | 2005 UE188 | 27 out 2005 | Mount Lemmon | Mount Lemmon Survey | —         | MPC                           |
| 475090     | 2005 UL188 | 27 out 2005 | Mount Lemmon | Mount Lemmon Survey | —         | MPC                           |
| 475091     | 2005 UF194 | 5 out 2005  | Kitt Peak    | Spacewatch          | —         | MPC                           |
| 475092     | 2005 UV194 | 22 out 2005 | Kitt Peak    | Spacewatch          | —         | MPC                           |
| 475093     | 2005 UG197 | 24 out 2005 | Kitt Peak    | Spacewatch          | —         | MPC                           |
| 475094     | 2005 UC200 | 25 out 2005 | Kitt Peak    | Spacewatch          | —         | MPC                           |
| 475095     | 2005 UZ202 | 25 out 2005 | Kitt Peak    | Spacewatch          | —         | MPC                           |
| 475096     | 2005 UD203 | 25 out 2005 | Kitt Peak    | Spacewatch          | —         | MPC                           |
| 475097     | 2005 UY217 | 23 out 2005 | Kitt Peak    | Spacewatch          | —         | MPC                           |
| 475098     | 2005 UB219 | 25 out 2005 | Kitt Peak    | Spacewatch          | —         | MPC                           |
| 475099     | 2005 UV219 | 25 out 2005 | Kitt Peak    | Spacewatch          | —         | MPC                           |
| 475100     | 2005 UH222 | 25 out 2005 | Kitt Peak    | Spacewatch          | —         | MPC                           |

## 475101–475200
| Designação | Designação | Descoberta  | Descoberta     | Descobridor(es)     | Categoria | Mais informações / Referência |
| Permanente | Provisória | Data        | Local          | Descobridor(es)     | Categoria | Mais informações / Referência |
| ---------- | ---------- | ----------- | -------------- | ------------------- | --------- | ----------------------------- |
| 475101     | 2005 UR222 | 25 out 2005 | Kitt Peak      | Spacewatch          | —         | MPC                           |
| 475102     | 2005 UQ231 | 25 out 2005 | Kitt Peak      | Spacewatch          | Mitidika  | MPC                           |
| 475103     | 2005 UV231 | 25 out 2005 | Mount Lemmon   | Mount Lemmon Survey | —         | MPC                           |
| 475104     | 2005 UO233 | 25 out 2005 | Kitt Peak      | Spacewatch          | —         | MPC                           |
| 475105     | 2005 UP234 | 25 out 2005 | Kitt Peak      | Spacewatch          | —         | MPC                           |
| 475106     | 2005 UA237 | 25 out 2005 | Kitt Peak      | Spacewatch          | —         | MPC                           |
| 475107     | 2005 UB237 | 25 out 2005 | Kitt Peak      | Spacewatch          | —         | MPC                           |
| 475108     | 2005 UN245 | 25 out 2005 | Kitt Peak      | Spacewatch          | —         | MPC                           |
| 475109     | 2005 UC252 | 25 out 2005 | Catalina       | CSS                 | —         | MPC                           |
| 475110     | 2005 US252 | 26 out 2005 | Kitt Peak      | Spacewatch          | —         | MPC                           |
| 475111     | 2005 UC259 | 25 out 2005 | Kitt Peak      | Spacewatch          | —         | MPC                           |
| 475112     | 2005 UO260 | 25 out 2005 | Kitt Peak      | Spacewatch          | —         | MPC                           |
| 475113     | 2005 UM262 | 26 out 2005 | Kitt Peak      | Spacewatch          | Mitidika  | MPC                           |
| 475114     | 2005 UF265 | 27 out 2005 | Kitt Peak      | Spacewatch          | —         | MPC                           |
| 475115     | 2005 UQ269 | 29 set 2005 | Mount Lemmon   | Mount Lemmon Survey | —         | MPC                           |
| 475116     | 2005 UT270 | 28 out 2005 | Mount Lemmon   | Mount Lemmon Survey | —         | MPC                           |
| 475117     | 2005 UN274 | 25 out 2005 | Catalina       | CSS                 | —         | MPC                           |
| 475118     | 2005 UO275 | 29 out 2005 | Catalina       | CSS                 | —         | MPC                           |
| 475119     | 2005 UY279 | 24 out 2005 | Kitt Peak      | Spacewatch          | —         | MPC                           |
| 475120     | 2005 UW280 | 24 out 2005 | Kitt Peak      | Spacewatch          | —         | MPC                           |
| 475121     | 2005 UT284 | 26 out 2005 | Kitt Peak      | Spacewatch          | —         | MPC                           |
| 475122     | 2005 UD287 | 25 set 2005 | Kitt Peak      | Spacewatch          | —         | MPC                           |
| 475123     | 2005 UH289 | 26 out 2005 | Kitt Peak      | Spacewatch          | —         | MPC                           |
| 475124     | 2005 UN289 | 26 out 2005 | Kitt Peak      | Spacewatch          | —         | MPC                           |
| 475125     | 2005 UG294 | 26 out 2005 | Kitt Peak      | Spacewatch          | —         | MPC                           |
| 475126     | 2005 UJ299 | 26 out 2005 | Kitt Peak      | Spacewatch          | —         | MPC                           |
| 475127     | 2005 UO301 | 26 out 2005 | Kitt Peak      | Spacewatch          | —         | MPC                           |
| 475128     | 2005 UU306 | 27 out 2005 | Mount Lemmon   | Mount Lemmon Survey | —         | MPC                           |
| 475129     | 2005 UN307 | 27 out 2005 | Mount Lemmon   | Mount Lemmon Survey | Mitidika  | MPC                           |
| 475130     | 2005 UR312 | 29 out 2005 | Catalina       | CSS                 | —         | MPC                           |
| 475131     | 2005 UO317 | 7 out 2005  | Mount Lemmon   | Mount Lemmon Survey | —         | MPC                           |
| 475132     | 2005 UT321 | 27 out 2005 | Kitt Peak      | Spacewatch          | —         | MPC                           |
| 475133     | 2005 UB325 | 1 out 2005  | Mount Lemmon   | Mount Lemmon Survey | —         | MPC                           |
| 475134     | 2005 UH332 | 29 out 2005 | Kitt Peak      | Spacewatch          | —         | MPC                           |
| 475135     | 2005 UJ335 | 30 out 2005 | Kitt Peak      | Spacewatch          | —         | MPC                           |
| 475136     | 2005 UY337 | 30 set 2005 | Mount Lemmon   | Mount Lemmon Survey | —         | MPC                           |
| 475137     | 2005 UB342 | 31 out 2005 | Mount Lemmon   | Mount Lemmon Survey | —         | MPC                           |
| 475138     | 2005 UG342 | 31 out 2005 | Mount Lemmon   | Mount Lemmon Survey | —         | MPC                           |
| 475139     | 2005 UC345 | 29 out 2005 | Mount Lemmon   | Mount Lemmon Survey | —         | MPC                           |
| 475140     | 2005 UU347 | 31 out 2005 | Kitt Peak      | Spacewatch          | —         | MPC                           |
| 475141     | 2005 UQ348 | 23 out 2005 | Catalina       | CSS                 | —         | MPC                           |
| 475142     | 2005 UD349 | 25 out 2005 | Catalina       | CSS                 | —         | MPC                           |
| 475143     | 2005 US350 | 29 out 2005 | Catalina       | CSS                 | —         | MPC                           |
| 475144     | 2005 UK354 | 29 out 2005 | Catalina       | CSS                 | —         | MPC                           |
| 475145     | 2005 UP354 | 29 out 2005 | Catalina       | CSS                 | —         | MPC                           |
| 475146     | 2005 UZ358 | 24 out 2005 | Kitt Peak      | Spacewatch          | Brangane  | MPC                           |
| 475147     | 2005 UX362 | 7 out 2005  | Kitt Peak      | Spacewatch          | —         | MPC                           |
| 475148     | 2005 UR364 | 27 out 2005 | Kitt Peak      | Spacewatch          | —         | MPC                           |
| 475149     | 2005 UY366 | 27 out 2005 | Kitt Peak      | Spacewatch          | —         | MPC                           |
| 475150     | 2005 UC370 | 22 out 2005 | Kitt Peak      | Spacewatch          | —         | MPC                           |
| 475151     | 2005 UF374 | 22 out 2005 | Kitt Peak      | Spacewatch          | —         | MPC                           |
| 475152     | 2005 UY375 | 27 out 2005 | Kitt Peak      | Spacewatch          | —         | MPC                           |
| 475153     | 2005 UO379 | 29 out 2005 | Mount Lemmon   | Mount Lemmon Survey | Mitidika  | MPC                           |
| 475154     | 2005 UL380 | 29 out 2005 | Mount Lemmon   | Mount Lemmon Survey | —         | MPC                           |
| 475155     | 2005 UA381 | 30 out 2005 | Mount Lemmon   | Mount Lemmon Survey | —         | MPC                           |
| 475156     | 2005 UJ386 | 1 out 2005  | Mount Lemmon   | Mount Lemmon Survey | —         | MPC                           |
| 475157     | 2005 UO395 | 11 out 2005 | Kitt Peak      | Spacewatch          | —         | MPC                           |
| 475158     | 2005 US395 | 30 out 2005 | Catalina       | CSS                 | —         | MPC                           |
| 475159     | 2005 UP396 | 27 out 2005 | Anderson Mesa  | LONEOS              | —         | MPC                           |
| 475160     | 2005 UQ405 | 29 out 2005 | Mount Lemmon   | Mount Lemmon Survey | Mitidika  | MPC                           |
| 475161     | 2005 UH408 | 6 out 2005  | Kitt Peak      | Spacewatch          | —         | MPC                           |
| 475162     | 2005 UF410 | 31 out 2005 | Kitt Peak      | Spacewatch          | —         | MPC                           |
| 475163     | 2005 UZ411 | 31 out 2005 | Mount Lemmon   | Mount Lemmon Survey | —         | MPC                           |
| 475164     | 2005 UQ417 | 25 out 2005 | Kitt Peak      | Spacewatch          | Brangane  | MPC                           |
| 475165     | 2005 UK424 | 12 out 2005 | Kitt Peak      | Spacewatch          | —         | MPC                           |
| 475166     | 2005 UT432 | 28 out 2005 | Mount Lemmon   | Mount Lemmon Survey | —         | MPC                           |
| 475167     | 2005 UO433 | 28 out 2005 | Kitt Peak      | Spacewatch          | —         | MPC                           |
| 475168     | 2005 UL434 | 29 out 2005 | Mount Lemmon   | Mount Lemmon Survey | —         | MPC                           |
| 475169     | 2005 UW440 | 29 out 2005 | Catalina       | CSS                 | —         | MPC                           |
| 475170     | 2005 UW444 | 31 out 2005 | Kitt Peak      | Spacewatch          | —         | MPC                           |
| 475171     | 2005 UC445 | 1 out 2005  | Catalina       | CSS                 | —         | MPC                           |
| 475172     | 2005 UC450 | 31 out 2005 | Socorro        | LINEAR              | —         | MPC                           |
| 475173     | 2005 UL457 | 25 out 2005 | Catalina       | CSS                 | —         | MPC                           |
| 475174     | 2005 UX459 | 30 set 2005 | Mount Lemmon   | Mount Lemmon Survey | —         | MPC                           |
| 475175     | 2005 UJ460 | 30 set 2005 | Mount Lemmon   | Mount Lemmon Survey | —         | MPC                           |
| 475176     | 2005 UQ471 | 30 out 2005 | Kitt Peak      | Spacewatch          | —         | MPC                           |
| 475177     | 2005 US471 | 30 out 2005 | Kitt Peak      | Spacewatch          | Ursula    | MPC                           |
| 475178     | 2005 UC472 | 30 out 2005 | Kitt Peak      | Spacewatch          | —         | MPC                           |
| 475179     | 2005 UC473 | 30 out 2005 | Mount Lemmon   | Mount Lemmon Survey | —         | MPC                           |
| 475180     | 2005 UQ475 | 22 out 2005 | Kitt Peak      | Spacewatch          | —         | MPC                           |
| 475181     | 2005 UE484 | 22 out 2005 | Catalina       | CSS                 | —         | MPC                           |
| 475182     | 2005 UE486 | 23 out 2005 | Palomar        | NEAT                | —         | MPC                           |
| 475183     | 2005 UP486 | 14 set 2005 | Socorro        | LINEAR              | —         | MPC                           |
| 475184     | 2005 UO500 | 27 out 2005 | Socorro        | LINEAR              | —         | MPC                           |
| 475185     | 2005 UF503 | 23 out 2005 | Catalina       | CSS                 | —         | MPC                           |
| 475186     | 2005 UJ510 | 25 out 2005 | Kitt Peak      | Spacewatch          | —         | MPC                           |
| 475187     | 2005 UM510 | 25 out 2005 | Kitt Peak      | Spacewatch          | —         | MPC                           |
| 475188     | 2005 UO510 | 25 out 2005 | Mount Lemmon   | Mount Lemmon Survey | —         | MPC                           |
| 475189     | 2005 UB512 | 28 out 2005 | Mount Lemmon   | Mount Lemmon Survey | —         | MPC                           |
| 475190     | 2005 UL514 | 20 out 2005 | Apache Point   | A. C. Becker        | —         | MPC                           |
| 475191     | 2005 UP516 | 25 out 2005 | Apache Point   | A. C. Becker        | —         | MPC                           |
| 475192     | 2005 UK517 | 25 out 2005 | Apache Point   | A. C. Becker        | —         | MPC                           |
| 475193     | 2005 UG518 | 25 out 2005 | Apache Point   | A. C. Becker        | —         | MPC                           |
| 475194     | 2005 UR518 | 25 out 2005 | Apache Point   | A. C. Becker        | —         | MPC                           |
| 475195     | 2005 UC521 | 26 out 2005 | Apache Point   | A. C. Becker        | —         | MPC                           |
| 475196     | 2005 US522 | 27 out 2005 | Apache Point   | A. C. Becker        | —         | MPC                           |
| 475197     | 2005 UX530 | 22 out 2005 | Catalina       | CSS                 | —         | MPC                           |
| 475198     | 2005 VC1   | 30 out 2005 | Catalina       | CSS                 | —         | MPC                           |
| 475199     | 2005 VQ2   | 5 nov 2005  | Pla D'Arguines | Pla D'Arguines Obs. | —         | MPC                           |
| 475200     | 2005 VR3   | 1 nov 2005  | Anderson Mesa  | LONEOS              | —         | MPC                           |

## 475201–475300
| Designação | Designação | Descoberta  | Descoberta   | Descobridor(es)     | Categoria | Mais informações / Referência |
| Permanente | Provisória | Data        | Local        | Descobridor(es)     | Categoria | Mais informações / Referência |
| ---------- | ---------- | ----------- | ------------ | ------------------- | --------- | ----------------------------- |
| 475201     | 2005 VR5   | 10 nov 2005 | Gnosca       | S. Sposetti         | —         | MPC                           |
| 475202     | 2005 VU10  | 22 out 2005 | Kitt Peak    | Spacewatch          | —         | MPC                           |
| 475203     | 2005 VA11  | 2 nov 2005  | Mount Lemmon | Mount Lemmon Survey | —         | MPC                           |
| 475204     | 2005 VU15  | 23 out 2005 | Catalina     | CSS                 | —         | MPC                           |
| 475205     | 2005 VQ16  | 29 set 2005 | Catalina     | CSS                 | —         | MPC                           |
| 475206     | 2005 VD18  | 1 out 2005  | Mount Lemmon | Mount Lemmon Survey | —         | MPC                           |
| 475207     | 2005 VS20  | 1 nov 2005  | Kitt Peak    | Spacewatch          | —         | MPC                           |
| 475208     | 2005 VK25  | 2 nov 2005  | Socorro      | LINEAR              | —         | MPC                           |
| 475209     | 2005 VV25  | 2 nov 2005  | Mount Lemmon | Mount Lemmon Survey | —         | MPC                           |
| 475210     | 2005 VM34  | 25 set 2005 | Kitt Peak    | Spacewatch          | —         | MPC                           |
| 475211     | 2005 VV34  | 3 nov 2005  | Mount Lemmon | Mount Lemmon Survey | —         | MPC                           |
| 475212     | 2005 VA37  | 3 nov 2005  | Mount Lemmon | Mount Lemmon Survey | —         | MPC                           |
| 475213     | 2005 VS37  | 3 nov 2005  | Catalina     | CSS                 | —         | MPC                           |
| 475214     | 2005 VW37  | 3 nov 2005  | Mount Lemmon | Mount Lemmon Survey | —         | MPC                           |
| 475215     | 2005 VX46  | 30 set 2005 | Mount Lemmon | Mount Lemmon Survey | —         | MPC                           |
| 475216     | 2005 VJ62  | 1 nov 2005  | Mount Lemmon | Mount Lemmon Survey | Brangane  | MPC                           |
| 475217     | 2005 VC71  | 1 nov 2005  | Mount Lemmon | Mount Lemmon Survey | Mitidika  | MPC                           |
| 475218     | 2005 VP72  | 1 nov 2005  | Mount Lemmon | Mount Lemmon Survey | —         | MPC                           |
| 475219     | 2005 VD79  | 3 nov 2005  | Mount Lemmon | Mount Lemmon Survey | —         | MPC                           |
| 475220     | 2005 VG87  | 6 nov 2005  | Kitt Peak    | Spacewatch          | —         | MPC                           |
| 475221     | 2005 VN89  | 25 out 2005 | Kitt Peak    | Spacewatch          | —         | MPC                           |
| 475222     | 2005 VC90  | 30 out 2005 | Mount Lemmon | Mount Lemmon Survey | —         | MPC                           |
| 475223     | 2005 VU96  | 26 out 2005 | Kitt Peak    | Spacewatch          | —         | MPC                           |
| 475224     | 2005 VC98  | 7 nov 2005  | Socorro      | LINEAR              | —         | MPC                           |
| 475225     | 2005 VL101 | 25 out 2005 | Kitt Peak    | Spacewatch          | —         | MPC                           |
| 475226     | 2005 VX109 | 6 nov 2005  | Mount Lemmon | Mount Lemmon Survey | —         | MPC                           |
| 475227     | 2005 VU110 | 6 nov 2005  | Mount Lemmon | Mount Lemmon Survey | —         | MPC                           |
| 475228     | 2005 VJ112 | 7 nov 2005  | Socorro      | LINEAR              | Brangane  | MPC                           |
| 475229     | 2005 VL114 | 27 out 2005 | Mount Lemmon | Mount Lemmon Survey | —         | MPC                           |
| 475230     | 2005 VD125 | 11 nov 2005 | Socorro      | LINEAR              | —         | MPC                           |
| 475231     | 2005 VJ129 | 23 set 2005 | Kitt Peak    | Spacewatch          | —         | MPC                           |
| 475232     | 2005 VK130 | 1 nov 2005  | Apache Point | A. C. Becker        | —         | MPC                           |
| 475233     | 2005 VW132 | 1 nov 2005  | Apache Point | A. C. Becker        | —         | MPC                           |
| 475234     | 2005 WH    | 19 nov 2005 | Mayhill      | A. Lowe             | —         | MPC                           |
| 475235     | 2005 WF2   | 10 nov 2005 | Catalina     | CSS                 | —         | MPC                           |
| 475236     | 2005 WV3   | 23 nov 2005 | Socorro      | LINEAR              | —         | MPC                           |
| 475237     | 2005 WL10  | 22 nov 2005 | Kitt Peak    | Spacewatch          | —         | MPC                           |
| 475238     | 2005 WO12  | 22 nov 2005 | Kitt Peak    | Spacewatch          | —         | MPC                           |
| 475239     | 2005 WD16  | 22 nov 2005 | Kitt Peak    | Spacewatch          | Mitidika  | MPC                           |
| 475240     | 2005 WK17  | 22 nov 2005 | Kitt Peak    | Spacewatch          | Erigone   | MPC                           |
| 475241     | 2005 WU20  | 12 nov 2005 | Kitt Peak    | Spacewatch          | —         | MPC                           |
| 475242     | 2005 WB21  | 21 nov 2005 | Kitt Peak    | Spacewatch          | —         | MPC                           |
| 475243     | 2005 WP24  | 21 nov 2005 | Kitt Peak    | Spacewatch          | —         | MPC                           |
| 475244     | 2005 WU28  | 21 nov 2005 | Kitt Peak    | Spacewatch          | —         | MPC                           |
| 475245     | 2005 WL30  | 21 nov 2005 | Kitt Peak    | Spacewatch          | —         | MPC                           |
| 475246     | 2005 WL31  | 21 nov 2005 | Kitt Peak    | Spacewatch          | —         | MPC                           |
| 475247     | 2005 WX32  | 21 nov 2005 | Kitt Peak    | Spacewatch          | —         | MPC                           |
| 475248     | 2005 WH33  | 21 nov 2005 | Kitt Peak    | Spacewatch          | —         | MPC                           |
| 475249     | 2005 WM37  | 22 nov 2005 | Kitt Peak    | Spacewatch          | —         | MPC                           |
| 475250     | 2005 WP40  | 25 nov 2005 | Mount Lemmon | Mount Lemmon Survey | —         | MPC                           |
| 475251     | 2005 WZ45  | 22 nov 2005 | Kitt Peak    | Spacewatch          | —         | MPC                           |
| 475252     | 2005 WQ46  | 1 nov 2005  | Kitt Peak    | Spacewatch          | —         | MPC                           |
| 475253     | 2005 WN48  | 25 nov 2005 | Kitt Peak    | Spacewatch          | —         | MPC                           |
| 475254     | 2005 WP62  | 25 nov 2005 | Catalina     | CSS                 | —         | MPC                           |
| 475255     | 2005 WM64  | 25 nov 2005 | Mount Lemmon | Mount Lemmon Survey | —         | MPC                           |
| 475256     | 2005 WV66  | 22 nov 2005 | Kitt Peak    | Spacewatch          | —         | MPC                           |
| 475257     | 2005 WC67  | 27 out 2005 | Mount Lemmon | Mount Lemmon Survey | —         | MPC                           |
| 475258     | 2005 WM68  | 25 nov 2005 | Mount Lemmon | Mount Lemmon Survey | —         | MPC                           |
| 475259     | 2005 WM76  | 25 nov 2005 | Kitt Peak    | Spacewatch          | —         | MPC                           |
| 475260     | 2005 WS78  | 25 nov 2005 | Kitt Peak    | Spacewatch          | —         | MPC                           |
| 475261     | 2005 WQ85  | 28 nov 2005 | Mount Lemmon | Mount Lemmon Survey | —         | MPC                           |
| 475262     | 2005 WR90  | 23 out 2005 | Catalina     | CSS                 | —         | MPC                           |
| 475263     | 2005 WE91  | 21 nov 2005 | Catalina     | CSS                 | —         | MPC                           |
| 475264     | 2005 WY92  | 25 nov 2005 | Mount Lemmon | Mount Lemmon Survey | —         | MPC                           |
| 475265     | 2005 WG101 | 12 nov 2005 | Catalina     | CSS                 | —         | MPC                           |
| 475266     | 2005 WC103 | 26 nov 2005 | Catalina     | CSS                 | —         | MPC                           |
| 475267     | 2005 WO103 | 26 nov 2005 | Catalina     | CSS                 | —         | MPC                           |
| 475268     | 2005 WN121 | 30 nov 2005 | Mount Lemmon | Mount Lemmon Survey | —         | MPC                           |
| 475269     | 2005 WF124 | 25 nov 2005 | Mount Lemmon | Mount Lemmon Survey | Mitidika  | MPC                           |
| 475270     | 2005 WX124 | 25 nov 2005 | Kitt Peak    | Spacewatch          | —         | MPC                           |
| 475271     | 2005 WB125 | 25 nov 2005 | Mount Lemmon | Mount Lemmon Survey | —         | MPC                           |
| 475272     | 2005 WK125 | 25 nov 2005 | Mount Lemmon | Mount Lemmon Survey | —         | MPC                           |
| 475273     | 2005 WR126 | 25 out 2005 | Mount Lemmon | Mount Lemmon Survey | —         | MPC                           |
| 475274     | 2005 WF127 | 27 out 2005 | Mount Lemmon | Mount Lemmon Survey | —         | MPC                           |
| 475275     | 2005 WJ127 | 27 out 2005 | Mount Lemmon | Mount Lemmon Survey | —         | MPC                           |
| 475276     | 2005 WR139 | 26 nov 2005 | Mount Lemmon | Mount Lemmon Survey | Ursula    | MPC                           |
| 475277     | 2005 WP142 | 29 nov 2005 | Mount Lemmon | Mount Lemmon Survey | —         | MPC                           |
| 475278     | 2005 WS144 | 25 nov 2005 | Kitt Peak    | Spacewatch          | —         | MPC                           |
| 475279     | 2005 WF148 | 26 nov 2005 | Catalina     | CSS                 | —         | MPC                           |
| 475280     | 2005 WJ149 | 28 nov 2005 | Kitt Peak    | Spacewatch          | —         | MPC                           |
| 475281     | 2005 WK150 | 29 out 2005 | Kitt Peak    | Spacewatch          | —         | MPC                           |
| 475282     | 2005 WO151 | 28 nov 2005 | Catalina     | CSS                 | —         | MPC                           |
| 475283     | 2005 WW152 | 21 nov 2005 | Kitt Peak    | Spacewatch          | —         | MPC                           |
| 475284     | 2005 WM153 | 29 nov 2005 | Kitt Peak    | Spacewatch          | —         | MPC                           |
| 475285     | 2005 WU163 | 29 nov 2005 | Kitt Peak    | Spacewatch          | —         | MPC                           |
| 475286     | 2005 WV164 | 29 nov 2005 | Kitt Peak    | Spacewatch          | —         | MPC                           |
| 475287     | 2005 WH172 | 4 nov 2005  | Kitt Peak    | Spacewatch          | —         | MPC                           |
| 475288     | 2005 WO205 | 30 nov 2005 | Mount Lemmon | Mount Lemmon Survey | —         | MPC                           |
| 475289     | 2005 XB2   | 1 dez 2005  | Socorro      | LINEAR              | —         | MPC                           |
| 475290     | 2005 XV3   | 1 nov 2005  | Mount Lemmon | Mount Lemmon Survey | —         | MPC                           |
| 475291     | 2005 XE19  | 2 dez 2005  | Kitt Peak    | Spacewatch          | —         | MPC                           |
| 475292     | 2005 XH29  | 4 dez 2005  | Catalina     | CSS                 | —         | MPC                           |
| 475293     | 2005 XQ30  | 1 dez 2005  | Kitt Peak    | Spacewatch          | —         | MPC                           |
| 475294     | 2005 XJ32  | 4 dez 2005  | Kitt Peak    | Spacewatch          | —         | MPC                           |
| 475295     | 2005 XS32  | 30 nov 2005 | Kitt Peak    | Spacewatch          | —         | MPC                           |
| 475296     | 2005 XT33  | 26 nov 2005 | Kitt Peak    | Spacewatch          | —         | MPC                           |
| 475297     | 2005 XS48  | 2 dez 2005  | Socorro      | LINEAR              | —         | MPC                           |
| 475298     | 2005 XM50  | 2 dez 2005  | Kitt Peak    | Spacewatch          | —         | MPC                           |
| 475299     | 2005 XQ54  | 5 dez 2005  | Kitt Peak    | Spacewatch          | —         | MPC                           |
| 475300     | 2005 XN62  | 5 dez 2005  | Mount Lemmon | Mount Lemmon Survey | Mitidika  | MPC                           |

## 475301–475400
| Designação | Designação | Descoberta  | Descoberta      | Descobridor(es)      | Categoria | Mais informações / Referência |
| Permanente | Provisória | Data        | Local           | Descobridor(es)      | Categoria | Mais informações / Referência |
| ---------- | ---------- | ----------- | --------------- | -------------------- | --------- | ----------------------------- |
| 475301     | 2005 XF68  | 6 dez 2005  | Kitt Peak       | Spacewatch           | —         | MPC                           |
| 475302     | 2005 XZ69  | 6 dez 2005  | Kitt Peak       | Spacewatch           | —         | MPC                           |
| 475303     | 2005 XB72  | 6 dez 2005  | Kitt Peak       | Spacewatch           | —         | MPC                           |
| 475304     | 2005 XB78  | 10 dez 2005 | Calvin-Rehoboth | Calvin–Rehoboth Obs. | —         | MPC                           |
| 475305     | 2005 XZ79  | 8 dez 2005  | Catalina        | CSS                  | —         | MPC                           |
| 475306     | 2005 YR1   | 21 dez 2005 | Catalina        | CSS                  | —         | MPC                           |
| 475307     | 2005 YP13  | 10 dez 2005 | Kitt Peak       | Spacewatch           | —         | MPC                           |
| 475308     | 2005 YR15  | 22 dez 2005 | Kitt Peak       | Spacewatch           | —         | MPC                           |
| 475309     | 2005 YB23  | 24 dez 2005 | Kitt Peak       | Spacewatch           | Mitidika  | MPC                           |
| 475310     | 2005 YU29  | 25 dez 2005 | Kitt Peak       | Spacewatch           | —         | MPC                           |
| 475311     | 2005 YA31  | 22 dez 2005 | Kitt Peak       | Spacewatch           | —         | MPC                           |
| 475312     | 2005 YU45  | 25 dez 2005 | Kitt Peak       | Spacewatch           | Mitidika  | MPC                           |
| 475313     | 2005 YC57  | 5 dez 2005  | Kitt Peak       | Spacewatch           | —         | MPC                           |
| 475314     | 2005 YD82  | 24 dez 2005 | Kitt Peak       | Spacewatch           | —         | MPC                           |
| 475315     | 2005 YW100 | 24 dez 2005 | Kitt Peak       | Spacewatch           | —         | MPC                           |
| 475316     | 2005 YL107 | 25 dez 2005 | Mount Lemmon    | Mount Lemmon Survey  | —         | MPC                           |
| 475317     | 2005 YX113 | 25 dez 2005 | Kitt Peak       | Spacewatch           | —         | MPC                           |
| 475318     | 2005 YZ126 | 27 dez 2005 | Catalina        | CSS                  | —         | MPC                           |
| 475319     | 2005 YS148 | 25 dez 2005 | Kitt Peak       | Spacewatch           | —         | MPC                           |
| 475320     | 2005 YE162 | 27 dez 2005 | Kitt Peak       | Spacewatch           | —         | MPC                           |
| 475321     | 2005 YU167 | 27 dez 2005 | Kitt Peak       | Spacewatch           | —         | MPC                           |
| 475322     | 2005 YE187 | 28 dez 2005 | Kitt Peak       | Spacewatch           | —         | MPC                           |
| 475323     | 2005 YK199 | 25 dez 2005 | Kitt Peak       | Spacewatch           | —         | MPC                           |
| 475324     | 2005 YO199 | 25 dez 2005 | Mount Lemmon    | Mount Lemmon Survey  | —         | MPC                           |
| 475325     | 2005 YJ207 | 28 dez 2005 | Mount Lemmon    | Mount Lemmon Survey  | —         | MPC                           |
| 475326     | 2005 YL224 | 4 dez 2005  | Mount Lemmon    | Mount Lemmon Survey  | —         | MPC                           |
| 475327     | 2005 YN228 | 25 dez 2005 | Mount Lemmon    | Mount Lemmon Survey  | Mitidika  | MPC                           |
| 475328     | 2005 YC235 | 28 dez 2005 | Mount Lemmon    | Mount Lemmon Survey  | —         | MPC                           |
| 475329     | 2005 YV271 | 28 dez 2005 | Mount Lemmon    | Mount Lemmon Survey  | —         | MPC                           |
| 475330     | 2005 YX276 | 24 dez 2005 | Kitt Peak       | Spacewatch           | —         | MPC                           |
| 475331     | 2006 AY18  | 5 jan 2006  | Kitt Peak       | Spacewatch           | —         | MPC                           |
| 475332     | 2006 AK27  | 5 jan 2006  | Mount Lemmon    | Mount Lemmon Survey  | Mitidika  | MPC                           |
| 475333     | 2006 AR28  | 25 dez 2005 | Kitt Peak       | Spacewatch           | —         | MPC                           |
| 475334     | 2006 AW34  | 4 jan 2006  | Kitt Peak       | Spacewatch           | —         | MPC                           |
| 475335     | 2006 AQ42  | 6 jan 2006  | Kitt Peak       | Spacewatch           | —         | MPC                           |
| 475336     | 2006 AN82  | 5 jan 2006  | Mount Lemmon    | Mount Lemmon Survey  | —         | MPC                           |
| 475337     | 2006 AT104 | 7 jan 2006  | Mount Lemmon    | Mount Lemmon Survey  | —         | MPC                           |
| 475338     | 2006 AV104 | 7 jan 2006  | Mount Lemmon    | Mount Lemmon Survey  | —         | MPC                           |
| 475339     | 2006 BF1   | 7 jan 2006  | Mount Lemmon    | Mount Lemmon Survey  | —         | MPC                           |
| 475340     | 2006 BR28  | 5 jan 2006  | Mount Lemmon    | Mount Lemmon Survey  | —         | MPC                           |
| 475341     | 2006 BF48  | 7 jan 2006  | Kitt Peak       | Spacewatch           | —         | MPC                           |
| 475342     | 2006 BP66  | 23 jan 2006 | Kitt Peak       | Spacewatch           | —         | MPC                           |
| 475343     | 2006 BX69  | 23 jan 2006 | Kitt Peak       | Spacewatch           | —         | MPC                           |
| 475344     | 2006 BO98  | 28 jan 2006 | 7300            | W. K. Y. Yeung       | —         | MPC                           |
| 475345     | 2006 BJ107 | 25 jan 2006 | Kitt Peak       | Spacewatch           | —         | MPC                           |
| 475346     | 2006 BM110 | 25 jan 2006 | Kitt Peak       | Spacewatch           | Mitidika  | MPC                           |
| 475347     | 2006 BG111 | 25 jan 2006 | Kitt Peak       | Spacewatch           | —         | MPC                           |
| 475348     | 2006 BK140 | 2 dez 2005  | Mount Lemmon    | Mount Lemmon Survey  | Mitidika  | MPC                           |
| 475349     | 2006 BR146 | 23 jan 2006 | Kitt Peak       | Spacewatch           | —         | MPC                           |
| 475350     | 2006 BB161 | 26 jan 2006 | Kitt Peak       | Spacewatch           | —         | MPC                           |
| 475351     | 2006 BP164 | 26 jan 2006 | Kitt Peak       | Spacewatch           | —         | MPC                           |
| 475352     | 2006 BF193 | 30 jan 2006 | Kitt Peak       | Spacewatch           | —         | MPC                           |
| 475353     | 2006 BX234 | 23 jan 2006 | Mount Lemmon    | Mount Lemmon Survey  | —         | MPC                           |
| 475354     | 2006 CE    | 1 fev 2006  | Catalina        | CSS                  | —         | MPC                           |
| 475355     | 2006 CP2   | 1 fev 2006  | Mount Lemmon    | Mount Lemmon Survey  | —         | MPC                           |
| 475356     | 2006 CQ5   | 9 jan 2006  | Kitt Peak       | Spacewatch           | —         | MPC                           |
| 475357     | 2006 CB12  | 1 fev 2006  | Kitt Peak       | Spacewatch           | —         | MPC                           |
| 475358     | 2006 CY15  | 1 fev 2006  | Kitt Peak       | Spacewatch           | —         | MPC                           |
| 475359     | 2006 CC26  | 2 fev 2006  | Kitt Peak       | Spacewatch           | —         | MPC                           |
| 475360     | 2006 CH48  | 23 jan 2006 | Mount Lemmon    | Mount Lemmon Survey  | —         | MPC                           |
| 475361     | 2006 CX67  | 1 fev 2006  | Kitt Peak       | Spacewatch           | —         | MPC                           |
| 475362     | 2006 CE68  | 2 fev 2006  | Mount Lemmon    | Mount Lemmon Survey  | —         | MPC                           |
| 475363     | 2006 DE32  | 20 fev 2006 | Mount Lemmon    | Mount Lemmon Survey  | —         | MPC                           |
| 475364     | 2006 DD37  | 20 fev 2006 | Mount Lemmon    | Mount Lemmon Survey  | —         | MPC                           |
| 475365     | 2006 DC43  | 20 fev 2006 | Kitt Peak       | Spacewatch           | —         | MPC                           |
| 475366     | 2006 DU45  | 20 fev 2006 | Kitt Peak       | Spacewatch           | —         | MPC                           |
| 475367     | 2006 DA114 | 27 fev 2006 | Kitt Peak       | Spacewatch           | —         | MPC                           |
| 475368     | 2006 DG116 | 27 fev 2006 | Kitt Peak       | Spacewatch           | —         | MPC                           |
| 475369     | 2006 DC128 | 25 jan 2006 | Kitt Peak       | Spacewatch           | —         | MPC                           |
| 475370     | 2006 DV132 | 25 fev 2006 | Kitt Peak       | Spacewatch           | —         | MPC                           |
| 475371     | 2006 DQ134 | 25 fev 2006 | Kitt Peak       | Spacewatch           | —         | MPC                           |
| 475372     | 2006 DN154 | 25 fev 2006 | Kitt Peak       | Spacewatch           | —         | MPC                           |
| 475373     | 2006 DV165 | 27 fev 2006 | Kitt Peak       | Spacewatch           | —         | MPC                           |
| 475374     | 2006 DP216 | 21 fev 2006 | Mount Lemmon    | Mount Lemmon Survey  | —         | MPC                           |
| 475375     | 2006 EY1   | 3 mar 2006  | Nyukasa         | Mount Nyukasa Stn.   | —         | MPC                           |
| 475376     | 2006 ET16  | 2 mar 2006  | Mount Lemmon    | Mount Lemmon Survey  | —         | MPC                           |
| 475377     | 2006 EO34  | 3 mar 2006  | Kitt Peak       | Spacewatch           | —         | MPC                           |
| 475378     | 2006 ES73  | 9 mar 2006  | Kitt Peak       | Spacewatch           | —         | MPC                           |
| 475379     | 2006 FX13  | 23 mar 2006 | Kitt Peak       | Spacewatch           | —         | MPC                           |
| 475380     | 2006 FF25  | 24 mar 2006 | Kitt Peak       | Spacewatch           | —         | MPC                           |
| 475381     | 2006 FV54  | 25 mar 2006 | Kitt Peak       | Spacewatch           | —         | MPC                           |
| 475382     | 2006 GZ3   | 5 abr 2002  | Kitt Peak       | Spacewatch           | —         | MPC                           |
| 475383     | 2006 GP5   | 2 abr 2006  | Kitt Peak       | Spacewatch           | —         | MPC                           |
| 475384     | 2006 GN19  | 2 abr 2006  | Kitt Peak       | Spacewatch           | Juno      | MPC                           |
| 475385     | 2006 GH20  | 23 mar 2006 | Kitt Peak       | Spacewatch           | —         | MPC                           |
| 475386     | 2006 GT21  | 27 fev 2006 | Kitt Peak       | Spacewatch           | —         | MPC                           |
| 475387     | 2006 GA28  | 2 abr 2006  | Kitt Peak       | Spacewatch           | —         | MPC                           |
| 475388     | 2006 GK38  | 2 abr 2006  | Catalina        | CSS                  | —         | MPC                           |
| 475389     | 2006 GR51  | 7 abr 2006  | Anderson Mesa   | LONEOS               | —         | MPC                           |
| 475390     | 2006 HN7   | 19 abr 2006 | Palomar         | NEAT                 | —         | MPC                           |
| 475391     | 2006 HW30  | 2 abr 2006  | Catalina        | CSS                  | —         | MPC                           |
| 475392     | 2006 HY32  | 19 abr 2006 | Kitt Peak       | Spacewatch           | —         | MPC                           |
| 475393     | 2006 HW35  | 20 abr 2006 | Kitt Peak       | Spacewatch           | —         | MPC                           |
| 475394     | 2006 HJ43  | 24 abr 2006 | Mount Lemmon    | Mount Lemmon Survey  | —         | MPC                           |
| 475395     | 2006 HN49  | 8 abr 2006  | Kitt Peak       | Spacewatch           | —         | MPC                           |
| 475396     | 2006 HE58  | 19 abr 2006 | Catalina        | CSS                  | —         | MPC                           |
| 475397     | 2006 HK74  | 25 abr 2006 | Kitt Peak       | Spacewatch           | —         | MPC                           |
| 475398     | 2006 HU88  | 30 abr 2006 | Kitt Peak       | Spacewatch           | —         | MPC                           |
| 475399     | 2006 HK106 | 30 abr 2006 | Kitt Peak       | Spacewatch           | Phocaea   | MPC                           |
| 475400     | 2006 HH117 | 9 abr 2006  | Kitt Peak       | Spacewatch           | —         | MPC                           |

## 475401–475500
| Designação | Designação | Descoberta  | Descoberta     | Descobridor(es)     | Categoria | Mais informações / Referência |
| Permanente | Provisória | Data        | Local          | Descobridor(es)     | Categoria | Mais informações / Referência |
| ---------- | ---------- | ----------- | -------------- | ------------------- | --------- | ----------------------------- |
| 475401     | 2006 HH152 | 21 abr 2006 | Kitt Peak      | Spacewatch          | —         | MPC                           |
| 475402     | 2006 JN2   | 1 mai 2006  | Kitt Peak      | Spacewatch          | —         | MPC                           |
| 475403     | 2006 JO4   | 19 abr 2006 | Kitt Peak      | Spacewatch          | —         | MPC                           |
| 475404     | 2006 JV4   | 2 mai 2006  | Mount Lemmon   | Mount Lemmon Survey | —         | MPC                           |
| 475405     | 2006 JU6   | 8 abr 2006  | Kitt Peak      | Spacewatch          | —         | MPC                           |
| 475406     | 2006 JP16  | 24 abr 2006 | Kitt Peak      | Spacewatch          | —         | MPC                           |
| 475407     | 2006 JX21  | 2 mai 2006  | Kitt Peak      | Spacewatch          | —         | MPC                           |
| 475408     | 2006 JG29  | 21 abr 2006 | Kitt Peak      | Spacewatch          | Ino       | MPC                           |
| 475409     | 2006 JQ31  | 3 mai 2006  | Kitt Peak      | Spacewatch          | —         | MPC                           |
| 475410     | 2006 JS56  | 21 abr 2006 | Catalina       | CSS                 | —         | MPC                           |
| 475411     | 2006 KA12  | 20 mai 2006 | Kitt Peak      | Spacewatch          | —         | MPC                           |
| 475412     | 2006 KZ12  | 20 mai 2006 | Kitt Peak      | Spacewatch          | —         | MPC                           |
| 475413     | 2006 KY13  | 20 mai 2006 | Kitt Peak      | Spacewatch          | —         | MPC                           |
| 475414     | 2006 KZ15  | 20 mai 2006 | Palomar        | NEAT                | —         | MPC                           |
| 475415     | 2006 KP18  | 21 mai 2006 | Kitt Peak      | Spacewatch          | —         | MPC                           |
| 475416     | 2006 KE22  | 19 mai 2006 | Mount Lemmon   | Mount Lemmon Survey | —         | MPC                           |
| 475417     | 2006 KZ23  | 6 mai 2006  | Mount Lemmon   | Mount Lemmon Survey | —         | MPC                           |
| 475418     | 2006 KM35  | 20 mai 2006 | Kitt Peak      | Spacewatch          | —         | MPC                           |
| 475419     | 2006 KK52  | 2 out 2003  | Kitt Peak      | Spacewatch          | —         | MPC                           |
| 475420     | 2006 KK66  | 7 mai 2006  | Kitt Peak      | Spacewatch          | —         | MPC                           |
| 475421     | 2006 KN80  | 25 mai 2006 | Mount Lemmon   | Mount Lemmon Survey | —         | MPC                           |
| 475422     | 2006 KP95  | 25 mai 2006 | Mount Lemmon   | Mount Lemmon Survey | —         | MPC                           |
| 475423     | 2006 KH100 | 28 mai 2006 | Reedy Creek    | J. Broughton        | —         | MPC                           |
| 475424     | 2006 KX122 | 25 mai 2006 | Mount Lemmon   | Mount Lemmon Survey | —         | MPC                           |
| 475425     | 2006 MR1   | 18 jun 2006 | Kitt Peak      | Spacewatch          | —         | MPC                           |
| 475426     | 2006 PH    | 2 ago 2006  | Pla D'Arguines | R. Ferrando         | —         | MPC                           |
| 475427     | 2006 PV10  | 13 ago 2006 | Palomar        | NEAT                | —         | MPC                           |
| 475428     | 2006 PJ20  | 22 jun 2006 | Siding Spring  | SSS                 | —         | MPC                           |
| 475429     | 2006 QZ4   | 19 ago 2006 | Kitt Peak      | Spacewatch          | —         | MPC                           |
| 475430     | 2006 QW11  | 16 ago 2006 | Siding Spring  | SSS                 | —         | MPC                           |
| 475431     | 2006 QG17  | 17 ago 2006 | Palomar        | NEAT                | —         | MPC                           |
| 475432     | 2006 QA87  | 19 ago 2006 | Kitt Peak      | Spacewatch          | —         | MPC                           |
| 475433     | 2006 QW98  | 25 jul 2006 | Mount Lemmon   | Mount Lemmon Survey | —         | MPC                           |
| 475434     | 2006 QR121 | 16 set 2001 | Socorro        | LINEAR              | —         | MPC                           |
| 475435     | 2006 QR130 | 30 jul 2006 | Siding Spring  | SSS                 | —         | MPC                           |
| 475436     | 2006 QZ147 | 18 ago 2006 | Kitt Peak      | Spacewatch          | —         | MPC                           |
| 475437     | 2006 QS170 | 21 ago 2006 | Kitt Peak      | Spacewatch          | Eos       | MPC                           |
| 475438     | 2006 QD173 | 22 ago 2006 | Cerro Tololo   | M. W. Buie          | —         | MPC                           |
| 475439     | 2006 QG183 | 21 ago 2006 | Kitt Peak      | Spacewatch          | —         | MPC                           |
| 475440     | 2006 QC185 | 27 ago 2006 | Kitt Peak      | Spacewatch          | —         | MPC                           |
| 475441     | 2006 RP15  | 21 ago 2006 | Kitt Peak      | Spacewatch          | —         | MPC                           |
| 475442     | 2006 RQ21  | 27 ago 2006 | Kitt Peak      | Spacewatch          | —         | MPC                           |
| 475443     | 2006 RG24  | 14 set 2006 | Kitt Peak      | Spacewatch          | —         | MPC                           |
| 475444     | 2006 RM35  | 14 set 2006 | Catalina       | CSS                 | Ursula    | MPC                           |
| 475445     | 2006 RD51  | 14 set 2006 | Kitt Peak      | Spacewatch          | —         | MPC                           |
| 475446     | 2006 RM52  | 14 set 2006 | Kitt Peak      | Spacewatch          | —         | MPC                           |
| 475447     | 2006 RJ54  | 14 set 2006 | Kitt Peak      | Spacewatch          | —         | MPC                           |
| 475448     | 2006 RG55  | 14 set 2006 | Kitt Peak      | Spacewatch          | Brangane  | MPC                           |
| 475449     | 2006 RB56  | 14 set 2006 | Kitt Peak      | Spacewatch          | —         | MPC                           |
| 475450     | 2006 RF59  | 15 set 2006 | Kitt Peak      | Spacewatch          | —         | MPC                           |
| 475451     | 2006 RL65  | 14 set 2006 | Catalina       | CSS                 | —         | MPC                           |
| 475452     | 2006 RR66  | 14 set 2006 | Kitt Peak      | Spacewatch          | —         | MPC                           |
| 475453     | 2006 RL68  | 15 set 2006 | Kitt Peak      | Spacewatch          | —         | MPC                           |
| 475454     | 2006 RD74  | 15 set 2006 | Kitt Peak      | Spacewatch          | —         | MPC                           |
| 475455     | 2006 RB76  | 15 set 2006 | Kitt Peak      | Spacewatch          | —         | MPC                           |
| 475456     | 2006 RT78  | 15 set 2006 | Kitt Peak      | Spacewatch          | —         | MPC                           |
| 475457     | 2006 RQ79  | 15 set 2006 | Kitt Peak      | Spacewatch          | —         | MPC                           |
| 475458     | 2006 RT85  | 15 set 2006 | Kitt Peak      | Spacewatch          | Eos       | MPC                           |
| 475459     | 2006 RK86  | 15 set 2006 | Kitt Peak      | Spacewatch          | —         | MPC                           |
| 475460     | 2006 RY87  | 15 set 2006 | Kitt Peak      | Spacewatch          | —         | MPC                           |
| 475461     | 2006 RM115 | 14 set 2006 | Kitt Peak      | Spacewatch          | Eos       | MPC                           |
| 475462     | 2006 SW5   | 16 set 2006 | Kitt Peak      | Spacewatch          | —         | MPC                           |
| 475463     | 2006 SW26  | 16 set 2006 | Anderson Mesa  | LONEOS              | —         | MPC                           |
| 475464     | 2006 SH38  | 18 set 2006 | Kitt Peak      | Spacewatch          | —         | MPC                           |
| 475465     | 2006 SX66  | 15 set 2006 | Kitt Peak      | Spacewatch          | —         | MPC                           |
| 475466     | 2006 SL73  | 19 set 2006 | Kitt Peak      | Spacewatch          | —         | MPC                           |
| 475467     | 2006 SL81  | 18 set 2006 | Kitt Peak      | Spacewatch          | —         | MPC                           |
| 475468     | 2006 SN83  | 18 set 2006 | Kitt Peak      | Spacewatch          | —         | MPC                           |
| 475469     | 2006 SU89  | 18 set 2006 | Kitt Peak      | Spacewatch          | Brangane  | MPC                           |
| 475470     | 2006 ST92  | 18 set 2006 | Kitt Peak      | Spacewatch          | —         | MPC                           |
| 475471     | 2006 SC93  | 18 set 2006 | Kitt Peak      | Spacewatch          | Brangane  | MPC                           |
| 475472     | 2006 SP116 | 24 set 2006 | Kitt Peak      | Spacewatch          | —         | MPC                           |
| 475473     | 2006 SD117 | 24 set 2006 | Kitt Peak      | Spacewatch          | —         | MPC                           |
| 475474     | 2006 SZ152 | 20 set 2006 | Kitt Peak      | Spacewatch          | —         | MPC                           |
| 475475     | 2006 SM158 | 15 set 2006 | Kitt Peak      | Spacewatch          | —         | MPC                           |
| 475476     | 2006 SM163 | 24 set 2006 | Kitt Peak      | Spacewatch          | —         | MPC                           |
| 475477     | 2006 SL169 | 3 jun 2005  | Kitt Peak      | Spacewatch          | —         | MPC                           |
| 475478     | 2006 ST175 | 19 ago 2006 | Kitt Peak      | Spacewatch          | —         | MPC                           |
| 475479     | 2006 SQ176 | 25 set 2006 | Kitt Peak      | Spacewatch          | Brangane  | MPC                           |
| 475480     | 2006 SE185 | 25 set 2006 | Mount Lemmon   | Mount Lemmon Survey | —         | MPC                           |
| 475481     | 2006 SR185 | 25 set 2006 | Mount Lemmon   | Mount Lemmon Survey | Brangane  | MPC                           |
| 475482     | 2006 SQ193 | 16 set 2006 | Kitt Peak      | Spacewatch          | —         | MPC                           |
| 475483     | 2006 SF212 | 26 set 2006 | Mount Lemmon   | Mount Lemmon Survey | —         | MPC                           |
| 475484     | 2006 SE215 | 28 ago 2006 | Catalina       | CSS                 | —         | MPC                           |
| 475485     | 2006 SM226 | 18 set 2006 | Kitt Peak      | Spacewatch          | —         | MPC                           |
| 475486     | 2006 SX245 | 15 set 2006 | Kitt Peak      | Spacewatch          | —         | MPC                           |
| 475487     | 2006 SM252 | 26 set 2006 | Kitt Peak      | Spacewatch          | —         | MPC                           |
| 475488     | 2006 SP253 | 26 set 2006 | Mount Lemmon   | Mount Lemmon Survey | —         | MPC                           |
| 475489     | 2006 SF258 | 26 set 2006 | Kitt Peak      | Spacewatch          | —         | MPC                           |
| 475490     | 2006 SS260 | 14 set 2006 | Kitt Peak      | Spacewatch          | —         | MPC                           |
| 475491     | 2006 SG263 | 26 set 2006 | Kitt Peak      | Spacewatch          | —         | MPC                           |
| 475492     | 2006 SZ264 | 26 set 2006 | Kitt Peak      | Spacewatch          | —         | MPC                           |
| 475493     | 2006 SL265 | 26 set 2006 | Kitt Peak      | Spacewatch          | —         | MPC                           |
| 475494     | 2006 SP265 | 26 set 2006 | Kitt Peak      | Spacewatch          | —         | MPC                           |
| 475495     | 2006 SH267 | 26 set 2006 | Kitt Peak      | Spacewatch          | Brangane  | MPC                           |
| 475496     | 2006 SN268 | 26 set 2006 | Kitt Peak      | Spacewatch          | —         | MPC                           |
| 475497     | 2006 SV271 | 27 set 2006 | Mount Lemmon   | Mount Lemmon Survey | —         | MPC                           |
| 475498     | 2006 SC286 | 18 set 2006 | Catalina       | CSS                 | —         | MPC                           |
| 475499     | 2006 SU295 | 25 set 2006 | Kitt Peak      | Spacewatch          | —         | MPC                           |
| 475500     | 2006 SO301 | 26 set 2006 | Kitt Peak      | Spacewatch          | —         | MPC                           |

## 475501–475600
| Designação | Designação | Descoberta  | Descoberta   | Descobridor(es)     | Categoria | Mais informações / Referência |
| Permanente | Provisória | Data        | Local        | Descobridor(es)     | Categoria | Mais informações / Referência |
| ---------- | ---------- | ----------- | ------------ | ------------------- | --------- | ----------------------------- |
| 475501     | 2006 SW307 | 27 set 2006 | Kitt Peak    | Spacewatch          | —         | MPC                           |
| 475502     | 2006 SR310 | 27 set 2006 | Kitt Peak    | Spacewatch          | Brangane  | MPC                           |
| 475503     | 2006 SR314 | 17 set 2006 | Kitt Peak    | Spacewatch          | —         | MPC                           |
| 475504     | 2006 SZ315 | 17 set 2006 | Kitt Peak    | Spacewatch          | —         | MPC                           |
| 475505     | 2006 SU325 | 27 set 2006 | Kitt Peak    | Spacewatch          | —         | MPC                           |
| 475506     | 2006 SV327 | 19 set 2006 | Kitt Peak    | Spacewatch          | —         | MPC                           |
| 475507     | 2006 SB329 | 27 set 2006 | Kitt Peak    | Spacewatch          | —         | MPC                           |
| 475508     | 2006 SW330 | 25 set 2006 | Kitt Peak    | Spacewatch          | —         | MPC                           |
| 475509     | 2006 SB336 | 28 set 2006 | Kitt Peak    | Spacewatch          | —         | MPC                           |
| 475510     | 2006 SY337 | 21 jul 2006 | Mount Lemmon | Mount Lemmon Survey | —         | MPC                           |
| 475511     | 2006 SW342 | 28 set 2006 | Kitt Peak    | Spacewatch          | —         | MPC                           |
| 475512     | 2006 SJ347 | 18 set 2006 | Kitt Peak    | Spacewatch          | —         | MPC                           |
| 475513     | 2006 SS351 | 30 set 2006 | Mount Lemmon | Mount Lemmon Survey | —         | MPC                           |
| 475514     | 2006 ST351 | 30 set 2006 | Catalina     | CSS                 | —         | MPC                           |
| 475515     | 2006 SB358 | 30 set 2006 | Mount Lemmon | Mount Lemmon Survey | Brangane  | MPC                           |
| 475516     | 2006 SK364 | 28 set 2006 | Mount Lemmon | Mount Lemmon Survey | —         | MPC                           |
| 475517     | 2006 SJ367 | 25 set 2006 | Catalina     | CSS                 | —         | MPC                           |
| 475518     | 2006 SC372 | 30 set 2006 | Mount Lemmon | Mount Lemmon Survey | —         | MPC                           |
| 475519     | 2006 SZ374 | 16 set 2006 | Apache Point | A. C. Becker        | —         | MPC                           |
| 475520     | 2006 SA382 | 28 set 2006 | Apache Point | A. C. Becker        | Brangane  | MPC                           |
| 475521     | 2006 SJ386 | 29 set 2006 | Apache Point | A. C. Becker        | —         | MPC                           |
| 475522     | 2006 SE391 | 17 set 2006 | Kitt Peak    | Spacewatch          | —         | MPC                           |
| 475523     | 2006 ST394 | 17 set 2006 | Kitt Peak    | Spacewatch          | —         | MPC                           |
| 475524     | 2006 SL396 | 17 set 2006 | Kitt Peak    | Spacewatch          | —         | MPC                           |
| 475525     | 2006 SM397 | 25 set 2006 | Kitt Peak    | Spacewatch          | —         | MPC                           |
| 475526     | 2006 SG398 | 30 set 2006 | Mount Lemmon | Mount Lemmon Survey | —         | MPC                           |
| 475527     | 2006 SV398 | 17 set 2006 | Kitt Peak    | Spacewatch          | —         | MPC                           |
| 475528     | 2006 SX398 | 17 set 2006 | Kitt Peak    | Spacewatch          | —         | MPC                           |
| 475529     | 2006 SO403 | 27 set 2006 | Mount Lemmon | Mount Lemmon Survey | —         | MPC                           |
| 475530     | 2006 SB407 | 18 set 2006 | Catalina     | CSS                 | —         | MPC                           |
| 475531     | 2006 SB411 | 25 set 2006 | Kitt Peak    | Spacewatch          | —         | MPC                           |
| 475532     | 2006 SD412 | 25 set 2006 | Mount Lemmon | Mount Lemmon Survey | —         | MPC                           |
| 475533     | 2006 SK412 | 27 set 2006 | Mount Lemmon | Mount Lemmon Survey | Brangane  | MPC                           |
| 475534     | 2006 TS7   | 11 out 2006 | Palomar      | NEAT                | —         | MPC                           |
| 475535     | 2006 TN10  | 19 set 2006 | Catalina     | CSS                 | —         | MPC                           |
| 475536     | 2006 TO11  | 25 set 2006 | Kitt Peak    | Spacewatch          | —         | MPC                           |
| 475537     | 2006 TA15  | 11 out 2006 | Kitt Peak    | Spacewatch          | —         | MPC                           |
| 475538     | 2006 TD17  | 11 out 2006 | Kitt Peak    | Spacewatch          | —         | MPC                           |
| 475539     | 2006 TJ18  | 11 out 2006 | Kitt Peak    | Spacewatch          | —         | MPC                           |
| 475540     | 2006 TA19  | 2 out 2006  | Mount Lemmon | Mount Lemmon Survey | —         | MPC                           |
| 475541     | 2006 TB19  | 28 set 2006 | Mount Lemmon | Mount Lemmon Survey | —         | MPC                           |
| 475542     | 2006 TB26  | 12 out 2006 | Kitt Peak    | Spacewatch          | —         | MPC                           |
| 475543     | 2006 TB28  | 30 set 2006 | Mount Lemmon | Mount Lemmon Survey | —         | MPC                           |
| 475544     | 2006 TB30  | 30 set 2006 | Mount Lemmon | Mount Lemmon Survey | Brangane  | MPC                           |
| 475545     | 2006 TG30  | 12 out 2006 | Kitt Peak    | Spacewatch          | —         | MPC                           |
| 475546     | 2006 TL41  | 12 out 2006 | Kitt Peak    | Spacewatch          | —         | MPC                           |
| 475547     | 2006 TR53  | 12 out 2006 | Kitt Peak    | Spacewatch          | —         | MPC                           |
| 475548     | 2006 TB54  | 12 out 2006 | Kitt Peak    | Spacewatch          | —         | MPC                           |
| 475549     | 2006 TR56  | 13 out 2006 | Kitt Peak    | Spacewatch          | —         | MPC                           |
| 475550     | 2006 TX59  | 30 set 2006 | Mount Lemmon | Mount Lemmon Survey | —         | MPC                           |
| 475551     | 2006 TG69  | 11 out 2006 | Palomar      | NEAT                | —         | MPC                           |
| 475552     | 2006 TR72  | 3 out 2006  | Kitt Peak    | Spacewatch          | —         | MPC                           |
| 475553     | 2006 TL78  | 30 set 2006 | Mount Lemmon | Mount Lemmon Survey | —         | MPC                           |
| 475554     | 2006 TS79  | 13 out 2006 | Kitt Peak    | Spacewatch          | Brangane  | MPC                           |
| 475555     | 2006 TB81  | 2 out 2006  | Mount Lemmon | Mount Lemmon Survey | —         | MPC                           |
| 475556     | 2006 TW82  | 4 out 2006  | Mount Lemmon | Mount Lemmon Survey | —         | MPC                           |
| 475557     | 2006 TB84  | 4 out 2006  | Mount Lemmon | Mount Lemmon Survey | —         | MPC                           |
| 475558     | 2006 TU88  | 13 out 2006 | Kitt Peak    | Spacewatch          | —         | MPC                           |
| 475559     | 2006 TM90  | 13 out 2006 | Kitt Peak    | Spacewatch          | —         | MPC                           |
| 475560     | 2006 TP93  | 2 out 2006  | Mount Lemmon | Mount Lemmon Survey | —         | MPC                           |
| 475561     | 2006 TK96  | 12 out 2006 | Palomar      | NEAT                | —         | MPC                           |
| 475562     | 2006 TA100 | 2 out 2006  | Mount Lemmon | Mount Lemmon Survey | —         | MPC                           |
| 475563     | 2006 TO103 | 27 set 2006 | Mount Lemmon | Mount Lemmon Survey | —         | MPC                           |
| 475564     | 2006 TY112 | 1 out 2006  | Apache Point | A. C. Becker        | —         | MPC                           |
| 475565     | 2006 TZ121 | 12 out 2006 | Kitt Peak    | Spacewatch          | —         | MPC                           |
| 475566     | 2006 TE122 | 2 out 2006  | Mount Lemmon | Mount Lemmon Survey | —         | MPC                           |
| 475567     | 2006 TH123 | 13 out 2006 | Kitt Peak    | Spacewatch          | —         | MPC                           |
| 475568     | 2006 TF126 | 2 out 2006  | Mount Lemmon | Mount Lemmon Survey | —         | MPC                           |
| 475569     | 2006 TZ126 | 3 out 2006  | Mount Lemmon | Mount Lemmon Survey | —         | MPC                           |
| 475570     | 2006 TS127 | 11 out 2006 | Kitt Peak    | Spacewatch          | —         | MPC                           |
| 475571     | 2006 TV128 | 17 set 2006 | Kitt Peak    | Spacewatch          | —         | MPC                           |
| 475572     | 2006 UH    | 16 set 2006 | Catalina     | CSS                 | —         | MPC                           |
| 475573     | 2006 UC10  | 16 out 2006 | Kitt Peak    | Spacewatch          | —         | MPC                           |
| 475574     | 2006 UJ10  | 17 out 2006 | Mount Lemmon | Mount Lemmon Survey | —         | MPC                           |
| 475575     | 2006 UG13  | 17 out 2006 | Mount Lemmon | Mount Lemmon Survey | —         | MPC                           |
| 475576     | 2006 UO27  | 16 out 2006 | Kitt Peak    | Spacewatch          | —         | MPC                           |
| 475577     | 2006 UT27  | 16 out 2006 | Kitt Peak    | Spacewatch          | —         | MPC                           |
| 475578     | 2006 UW27  | 26 set 2006 | Mount Lemmon | Mount Lemmon Survey | —         | MPC                           |
| 475579     | 2006 UC29  | 16 out 2006 | Kitt Peak    | Spacewatch          | —         | MPC                           |
| 475580     | 2006 UP32  | 27 set 2006 | Mount Lemmon | Mount Lemmon Survey | —         | MPC                           |
| 475581     | 2006 UU32  | 27 set 2006 | Mount Lemmon | Mount Lemmon Survey | —         | MPC                           |
| 475582     | 2006 UO33  | 26 set 2006 | Mount Lemmon | Mount Lemmon Survey | —         | MPC                           |
| 475583     | 2006 UN34  | 16 out 2006 | Kitt Peak    | Spacewatch          | —         | MPC                           |
| 475584     | 2006 UX37  | 16 out 2006 | Kitt Peak    | Spacewatch          | —         | MPC                           |
| 475585     | 2006 UY39  | 28 set 2006 | Mount Lemmon | Mount Lemmon Survey | Brangane  | MPC                           |
| 475586     | 2006 UA42  | 16 out 2006 | Kitt Peak    | Spacewatch          | —         | MPC                           |
| 475587     | 2006 UR42  | 16 out 2006 | Kitt Peak    | Spacewatch          | —         | MPC                           |
| 475588     | 2006 UX42  | 16 out 2006 | Kitt Peak    | Spacewatch          | —         | MPC                           |
| 475589     | 2006 UX45  | 30 set 2006 | Mount Lemmon | Mount Lemmon Survey | —         | MPC                           |
| 475590     | 2006 UG46  | 28 set 2006 | Mount Lemmon | Mount Lemmon Survey | —         | MPC                           |
| 475591     | 2006 UR50  | 17 out 2006 | Kitt Peak    | Spacewatch          | —         | MPC                           |
| 475592     | 2006 UE60  | 4 out 2006  | Mount Lemmon | Mount Lemmon Survey | —         | MPC                           |
| 475593     | 2006 UW60  | 13 out 2006 | Kitt Peak    | Spacewatch          | —         | MPC                           |
| 475594     | 2006 UX73  | 30 set 2006 | Kitt Peak    | Spacewatch          | —         | MPC                           |
| 475595     | 2006 UH77  | 17 out 2006 | Kitt Peak    | Spacewatch          | —         | MPC                           |
| 475596     | 2006 UU79  | 19 set 2006 | Kitt Peak    | Spacewatch          | —         | MPC                           |
| 475597     | 2006 UY81  | 2 out 2006  | Mount Lemmon | Mount Lemmon Survey | —         | MPC                           |
| 475598     | 2006 UW84  | 28 set 2006 | Mount Lemmon | Mount Lemmon Survey | —         | MPC                           |
| 475599     | 2006 UR86  | 17 out 2006 | Mount Lemmon | Mount Lemmon Survey | —         | MPC                           |
| 475600     | 2006 UP87  | 27 set 2006 | Mount Lemmon | Mount Lemmon Survey | —         | MPC                           |

## 475601–475700
| Designação | Designação | Descoberta  | Descoberta      | Descobridor(es)        | Categoria | Mais informações / Referência |
| Permanente | Provisória | Data        | Local           | Descobridor(es)        | Categoria | Mais informações / Referência |
| ---------- | ---------- | ----------- | --------------- | ---------------------- | --------- | ----------------------------- |
| 475601     | 2006 UC91  | 27 set 2006 | Mount Lemmon    | Mount Lemmon Survey    | Flora     | MPC                           |
| 475602     | 2006 UV92  | 18 out 2006 | Kitt Peak       | Spacewatch             | —         | MPC                           |
| 475603     | 2006 UU117 | 18 set 2006 | Kitt Peak       | Spacewatch             | —         | MPC                           |
| 475604     | 2006 UA128 | 2 out 2006  | Mount Lemmon    | Mount Lemmon Survey    | —         | MPC                           |
| 475605     | 2006 UE129 | 19 out 2006 | Kitt Peak       | Spacewatch             | —         | MPC                           |
| 475606     | 2006 UV130 | 19 out 2006 | Kitt Peak       | Spacewatch             | —         | MPC                           |
| 475607     | 2006 UL133 | 19 out 2006 | Kitt Peak       | Spacewatch             | —         | MPC                           |
| 475608     | 2006 UJ135 | 30 set 2006 | Mount Lemmon    | Mount Lemmon Survey    | —         | MPC                           |
| 475609     | 2006 UJ136 | 4 out 2006  | Mount Lemmon    | Mount Lemmon Survey    | Brangane  | MPC                           |
| 475610     | 2006 UX137 | 19 out 2006 | Kitt Peak       | Spacewatch             | Ursula    | MPC                           |
| 475611     | 2006 UC139 | 19 out 2006 | Kitt Peak       | Spacewatch             | —         | MPC                           |
| 475612     | 2006 UN144 | 19 out 2006 | Kitt Peak       | Spacewatch             | —         | MPC                           |
| 475613     | 2006 UV154 | 28 set 2006 | Mount Lemmon    | Mount Lemmon Survey    | —         | MPC                           |
| 475614     | 2006 UZ158 | 2 out 2006  | Mount Lemmon    | Mount Lemmon Survey    | —         | MPC                           |
| 475615     | 2006 UK165 | 21 out 2006 | Mount Lemmon    | Mount Lemmon Survey    | —         | MPC                           |
| 475616     | 2006 UD167 | 2 out 2006  | Mount Lemmon    | Mount Lemmon Survey    | —         | MPC                           |
| 475617     | 2006 UM167 | 21 out 2006 | Mount Lemmon    | Mount Lemmon Survey    | —         | MPC                           |
| 475618     | 2006 UF168 | 21 out 2006 | Mount Lemmon    | Mount Lemmon Survey    | Brangane  | MPC                           |
| 475619     | 2006 UT168 | 21 out 2006 | Mount Lemmon    | Mount Lemmon Survey    | —         | MPC                           |
| 475620     | 2006 UC170 | 21 out 2006 | Mount Lemmon    | Mount Lemmon Survey    | —         | MPC                           |
| 475621     | 2006 UN173 | 22 out 2006 | Mount Lemmon    | Mount Lemmon Survey    | —         | MPC                           |
| 475622     | 2006 UP180 | 16 out 2006 | Catalina        | CSS                    | —         | MPC                           |
| 475623     | 2006 US186 | 17 set 2006 | Anderson Mesa   | LONEOS                 | Eos       | MPC                           |
| 475624     | 2006 UO192 | 2 out 2006  | Mount Lemmon    | Mount Lemmon Survey    | —         | MPC                           |
| 475625     | 2006 UF198 | 27 set 2006 | Mount Lemmon    | Mount Lemmon Survey    | —         | MPC                           |
| 475626     | 2006 UF199 | 20 out 2006 | Kitt Peak       | Spacewatch             | —         | MPC                           |
| 475627     | 2006 UN199 | 21 out 2006 | Mount Lemmon    | Mount Lemmon Survey    | —         | MPC                           |
| 475628     | 2006 UD213 | 30 set 2006 | Mount Lemmon    | Mount Lemmon Survey    | —         | MPC                           |
| 475629     | 2006 UC216 | 28 out 2006 | Calvin-Rehoboth | L. A. Molnar           | —         | MPC                           |
| 475630     | 2006 UL219 | 16 out 2006 | Kitt Peak       | Spacewatch             | —         | MPC                           |
| 475631     | 2006 UW223 | 17 set 2006 | Catalina        | CSS                    | —         | MPC                           |
| 475632     | 2006 UZ235 | 23 out 2006 | Kitt Peak       | Spacewatch             | —         | MPC                           |
| 475633     | 2006 UX236 | 23 out 2006 | Kitt Peak       | Spacewatch             | —         | MPC                           |
| 475634     | 2006 UD240 | 28 set 2006 | Mount Lemmon    | Mount Lemmon Survey    | —         | MPC                           |
| 475635     | 2006 UD241 | 28 set 2006 | Mount Lemmon    | Mount Lemmon Survey    | —         | MPC                           |
| 475636     | 2006 UQ241 | 23 out 2006 | Kitt Peak       | Spacewatch             | —         | MPC                           |
| 475637     | 2006 UY241 | 27 out 2006 | Kitt Peak       | Spacewatch             | Brangane  | MPC                           |
| 475638     | 2006 UN252 | 16 out 2006 | Kitt Peak       | Spacewatch             | —         | MPC                           |
| 475639     | 2006 UH254 | 16 out 2006 | Kitt Peak       | Spacewatch             | —         | MPC                           |
| 475640     | 2006 UV254 | 16 out 2006 | Kitt Peak       | Spacewatch             | Brangane  | MPC                           |
| 475641     | 2006 US255 | 27 out 2006 | Mount Lemmon    | Mount Lemmon Survey    | —         | MPC                           |
| 475642     | 2006 UC261 | 20 out 2006 | Kitt Peak       | Spacewatch             | —         | MPC                           |
| 475643     | 2006 UL264 | 27 out 2006 | Kitt Peak       | Spacewatch             | —         | MPC                           |
| 475644     | 2006 UP264 | 27 out 2006 | Kitt Peak       | Spacewatch             | —         | MPC                           |
| 475645     | 2006 UK265 | 30 set 2006 | Mount Lemmon    | Mount Lemmon Survey    | —         | MPC                           |
| 475646     | 2006 UN266 | 27 out 2006 | Kitt Peak       | Spacewatch             | —         | MPC                           |
| 475647     | 2006 UA270 | 19 out 2006 | Kitt Peak       | Spacewatch             | —         | MPC                           |
| 475648     | 2006 UJ279 | 27 set 2006 | Mount Lemmon    | Mount Lemmon Survey    | Brangane  | MPC                           |
| 475649     | 2006 UF282 | 20 out 2006 | Kitt Peak       | Spacewatch             | —         | MPC                           |
| 475650     | 2006 UH284 | 16 out 2006 | Kitt Peak       | Spacewatch             | —         | MPC                           |
| 475651     | 2006 UN285 | 12 out 2006 | Kitt Peak       | Spacewatch             | —         | MPC                           |
| 475652     | 2006 UH289 | 4 out 2006  | Mount Lemmon    | Mount Lemmon Survey    | —         | MPC                           |
| 475653     | 2006 UP289 | 13 out 2006 | Kitt Peak       | Spacewatch             | —         | MPC                           |
| 475654     | 2006 UL334 | 19 out 2006 | Mount Lemmon    | Mount Lemmon Survey    | —         | MPC                           |
| 475655     | 2006 UD337 | 28 out 2006 | Mount Lemmon    | Mount Lemmon Survey    | —         | MPC                           |
| 475656     | 2006 UW339 | 20 out 2006 | Kitt Peak       | Spacewatch             | —         | MPC                           |
| 475657     | 2006 UX339 | 30 set 2006 | Mount Lemmon    | Mount Lemmon Survey    | —         | MPC                           |
| 475658     | 2006 UR341 | 27 set 2006 | Mount Lemmon    | Mount Lemmon Survey    | —         | MPC                           |
| 475659     | 2006 UU346 | 27 out 2006 | Mount Lemmon    | Mount Lemmon Survey    | Brangane  | MPC                           |
| 475660     | 2006 UJ360 | 30 set 2006 | Mount Lemmon    | Mount Lemmon Survey    | Flora     | MPC                           |
| 475661     | 2006 VG9   | 3 out 2006  | Mount Lemmon    | Mount Lemmon Survey    | —         | MPC                           |
| 475662     | 2006 VA10  | 13 out 2006 | Kitt Peak       | Spacewatch             | —         | MPC                           |
| 475663     | 2006 VF10  | 12 out 2006 | Kitt Peak       | Spacewatch             | —         | MPC                           |
| 475664     | 2006 VH12  | 11 nov 2006 | Mount Lemmon    | Mount Lemmon Survey    | —         | MPC                           |
| 475665     | 2006 VY13  | 11 nov 2006 | Mount Lemmon    | Mount Lemmon Survey    | —         | MPC                           |
| 475666     | 2006 VQ16  | 9 nov 2006  | Kitt Peak       | Spacewatch             | —         | MPC                           |
| 475667     | 2006 VU16  | 31 out 2006 | Mount Lemmon    | Mount Lemmon Survey    | —         | MPC                           |
| 475668     | 2006 VR18  | 13 out 2006 | Kitt Peak       | Spacewatch             | —         | MPC                           |
| 475669     | 2006 VV23  | 27 set 2006 | Mount Lemmon    | Mount Lemmon Survey    | —         | MPC                           |
| 475670     | 2006 VQ27  | 21 out 2006 | Kitt Peak       | Spacewatch             | Brangane  | MPC                           |
| 475671     | 2006 VK28  | 10 nov 2006 | Kitt Peak       | Spacewatch             | —         | MPC                           |
| 475672     | 2006 VE41  | 28 out 2006 | Mount Lemmon    | Mount Lemmon Survey    | —         | MPC                           |
| 475673     | 2006 VQ44  | 3 out 2006  | Mount Lemmon    | Mount Lemmon Survey    | —         | MPC                           |
| 475674     | 2006 VE46  | 13 out 2006 | Kitt Peak       | Spacewatch             | —         | MPC                           |
| 475675     | 2006 VF46  | 31 out 2006 | Mount Lemmon    | Mount Lemmon Survey    | —         | MPC                           |
| 475676     | 2006 VH53  | 11 nov 2006 | Kitt Peak       | Spacewatch             | —         | MPC                           |
| 475677     | 2006 VA55  | 23 out 2006 | Mount Lemmon    | Mount Lemmon Survey    | —         | MPC                           |
| 475678     | 2006 VO58  | 22 out 2006 | Mount Lemmon    | Mount Lemmon Survey    | —         | MPC                           |
| 475679     | 2006 VH59  | 11 nov 2006 | Kitt Peak       | Spacewatch             | —         | MPC                           |
| 475680     | 2006 VZ63  | 11 nov 2006 | Kitt Peak       | Spacewatch             | —         | MPC                           |
| 475681     | 2006 VY64  | 11 nov 2006 | Kitt Peak       | Spacewatch             | —         | MPC                           |
| 475682     | 2006 VC72  | 28 set 2006 | Mount Lemmon    | Mount Lemmon Survey    | —         | MPC                           |
| 475683     | 2006 VE79  | 12 nov 2006 | Mount Lemmon    | Mount Lemmon Survey    | —         | MPC                           |
| 475684     | 2006 VL80  | 12 nov 2006 | Mount Lemmon    | Mount Lemmon Survey    | —         | MPC                           |
| 475685     | 2006 VG81  | 31 out 2006 | Mount Lemmon    | Mount Lemmon Survey    | —         | MPC                           |
| 475686     | 2006 VA88  | 19 out 2006 | Mount Lemmon    | Mount Lemmon Survey    | —         | MPC                           |
| 475687     | 2006 VB91  | 19 out 2006 | Kitt Peak       | Spacewatch             | —         | MPC                           |
| 475688     | 2006 VD93  | 15 nov 2006 | Mount Lemmon    | Mount Lemmon Survey    | —         | MPC                           |
| 475689     | 2006 VP93  | 22 out 2006 | Kitt Peak       | Spacewatch             | —         | MPC                           |
| 475690     | 2006 VD97  | 3 out 2006  | Kitt Peak       | Spacewatch             | —         | MPC                           |
| 475691     | 2006 VD98  | 22 out 2006 | Mount Lemmon    | Mount Lemmon Survey    | —         | MPC                           |
| 475692     | 2006 VQ102 | 27 set 2006 | Mount Lemmon    | Mount Lemmon Survey    | —         | MPC                           |
| 475693     | 2006 VV105 | 13 nov 2006 | Kitt Peak       | Spacewatch             | Brangane  | MPC                           |
| 475694     | 2006 VB108 | 13 nov 2006 | Kitt Peak       | Spacewatch             | —         | MPC                           |
| 475695     | 2006 VO112 | 13 nov 2006 | Palomar         | NEAT                   | —         | MPC                           |
| 475696     | 2006 VY113 | 13 nov 2006 | San Marcello    | Pistoia Mountains Obs. | —         | MPC                           |
| 475697     | 2006 VN115 | 19 out 2006 | Mount Lemmon    | Mount Lemmon Survey    | —         | MPC                           |
| 475698     | 2006 VK117 | 28 set 2006 | Mount Lemmon    | Mount Lemmon Survey    | —         | MPC                           |
| 475699     | 2006 VV117 | 14 nov 2006 | Kitt Peak       | Spacewatch             | —         | MPC                           |
| 475700     | 2006 VR118 | 27 out 2006 | Mount Lemmon    | Mount Lemmon Survey    | —         | MPC                           |

## 475701–475800
| Designação | Designação | Descoberta  | Descoberta   | Descobridor(es)          | Categoria | Mais informações / Referência |
| Permanente | Provisória | Data        | Local        | Descobridor(es)          | Categoria | Mais informações / Referência |
| ---------- | ---------- | ----------- | ------------ | ------------------------ | --------- | ----------------------------- |
| 475701     | 2006 VU120 | 14 nov 2006 | Kitt Peak    | Spacewatch               | Brangane  | MPC                           |
| 475702     | 2006 VS124 | 14 nov 2006 | Kitt Peak    | Spacewatch               | —         | MPC                           |
| 475703     | 2006 VS128 | 15 nov 2006 | Kitt Peak    | Spacewatch               | —         | MPC                           |
| 475704     | 2006 VN130 | 15 nov 2006 | Kitt Peak    | Spacewatch               | —         | MPC                           |
| 475705     | 2006 VU133 | 20 out 2006 | Mount Lemmon | Mount Lemmon Survey      | —         | MPC                           |
| 475706     | 2006 VB137 | 15 nov 2006 | Kitt Peak    | Spacewatch               | —         | MPC                           |
| 475707     | 2006 VG142 | 10 nov 1996 | Kitt Peak    | Spacewatch               | —         | MPC                           |
| 475708     | 2006 VC161 | 9 nov 2006  | Apache Point | A. E. Rose, A. C. Becker | —         | MPC                           |
| 475709     | 2006 VF170 | 11 nov 2006 | Mount Lemmon | Mount Lemmon Survey      | —         | MPC                           |
| 475710     | 2006 VL170 | 14 nov 2006 | Mount Lemmon | Mount Lemmon Survey      | —         | MPC                           |
| 475711     | 2006 VN171 | 1 nov 2006  | Mount Lemmon | Mount Lemmon Survey      | —         | MPC                           |
| 475712     | 2006 VR171 | 2 nov 2006  | Mount Lemmon | Mount Lemmon Survey      | —         | MPC                           |
| 475713     | 2006 VN173 | 12 nov 2006 | Mount Lemmon | Mount Lemmon Survey      | Brangane  | MPC                           |
| 475714     | 2006 WB4   | 28 set 2006 | Catalina     | CSS                      | —         | MPC                           |
| 475715     | 2006 WL4   | 22 out 2006 | Mount Lemmon | Mount Lemmon Survey      | —         | MPC                           |
| 475716     | 2006 WF10  | 28 set 2006 | Mount Lemmon | Mount Lemmon Survey      | —         | MPC                           |
| 475717     | 2006 WG10  | 23 out 2006 | Mount Lemmon | Mount Lemmon Survey      | —         | MPC                           |
| 475718     | 2006 WJ10  | 28 set 2006 | Mount Lemmon | Mount Lemmon Survey      | —         | MPC                           |
| 475719     | 2006 WV10  | 16 nov 2006 | Socorro      | LINEAR                   | —         | MPC                           |
| 475720     | 2006 WK29  | 22 nov 2006 | Kitt Peak    | Spacewatch               | —         | MPC                           |
| 475721     | 2006 WW30  | 27 set 2006 | Mount Lemmon | Mount Lemmon Survey      | —         | MPC                           |
| 475722     | 2006 WQ31  | 22 out 2006 | Mount Lemmon | Mount Lemmon Survey      | —         | MPC                           |
| 475723     | 2006 WG33  | 23 out 2006 | Mount Lemmon | Mount Lemmon Survey      | Brangane  | MPC                           |
| 475724     | 2006 WR36  | 23 out 2006 | Mount Lemmon | Mount Lemmon Survey      | —         | MPC                           |
| 475725     | 2006 WD38  | 16 nov 2006 | Kitt Peak    | Spacewatch               | —         | MPC                           |
| 475726     | 2006 WN38  | 4 out 2006  | Mount Lemmon | Mount Lemmon Survey      | —         | MPC                           |
| 475727     | 2006 WT38  | 23 out 2006 | Mount Lemmon | Mount Lemmon Survey      | —         | MPC                           |
| 475728     | 2006 WS39  | 31 out 2006 | Mount Lemmon | Mount Lemmon Survey      | —         | MPC                           |
| 475729     | 2006 WB44  | 23 out 2006 | Mount Lemmon | Mount Lemmon Survey      | —         | MPC                           |
| 475730     | 2006 WV46  | 16 nov 2006 | Kitt Peak    | Spacewatch               | —         | MPC                           |
| 475731     | 2006 WC47  | 10 nov 2006 | Kitt Peak    | Spacewatch               | —         | MPC                           |
| 475732     | 2006 WQ54  | 16 nov 2006 | Kitt Peak    | Spacewatch               | —         | MPC                           |
| 475733     | 2006 WJ67  | 17 nov 2006 | Mount Lemmon | Mount Lemmon Survey      | —         | MPC                           |
| 475734     | 2006 WG71  | 18 nov 2006 | Kitt Peak    | Spacewatch               | —         | MPC                           |
| 475735     | 2006 WZ74  | 18 nov 2006 | Kitt Peak    | Spacewatch               | —         | MPC                           |
| 475736     | 2006 WO77  | 18 nov 2006 | Kitt Peak    | Spacewatch               | —         | MPC                           |
| 475737     | 2006 WC79  | 4 out 2006  | Mount Lemmon | Mount Lemmon Survey      | —         | MPC                           |
| 475738     | 2006 WN83  | 18 nov 2006 | Kitt Peak    | Spacewatch               | —         | MPC                           |
| 475739     | 2006 WX88  | 18 nov 2006 | Mount Lemmon | Mount Lemmon Survey      | —         | MPC                           |
| 475740     | 2006 WK89  | 18 nov 2006 | Kitt Peak    | Spacewatch               | —         | MPC                           |
| 475741     | 2006 WV93  | 3 out 2006  | Mount Lemmon | Mount Lemmon Survey      | —         | MPC                           |
| 475742     | 2006 WX96  | 27 set 2006 | Mount Lemmon | Mount Lemmon Survey      | —         | MPC                           |
| 475743     | 2006 WK97  | 19 nov 2006 | Kitt Peak    | Spacewatch               | —         | MPC                           |
| 475744     | 2006 WD99  | 27 set 2006 | Mount Lemmon | Mount Lemmon Survey      | —         | MPC                           |
| 475745     | 2006 WM99  | 31 out 2006 | Mount Lemmon | Mount Lemmon Survey      | —         | MPC                           |
| 475746     | 2006 WN102 | 19 nov 2006 | Kitt Peak    | Spacewatch               | —         | MPC                           |
| 475747     | 2006 WR105 | 19 nov 2006 | Kitt Peak    | Spacewatch               | —         | MPC                           |
| 475748     | 2006 WT111 | 19 nov 2006 | Kitt Peak    | Spacewatch               | —         | MPC                           |
| 475749     | 2006 WG127 | 22 nov 2006 | Mount Lemmon | Mount Lemmon Survey      | —         | MPC                           |
| 475750     | 2006 WU128 | 23 nov 2006 | 7300         | W. K. Y. Yeung           | —         | MPC                           |
| 475751     | 2006 WS132 | 18 nov 2006 | Kitt Peak    | Spacewatch               | —         | MPC                           |
| 475752     | 2006 WG134 | 13 out 2006 | Kitt Peak    | Spacewatch               | Brangane  | MPC                           |
| 475753     | 2006 WL137 | 19 nov 2006 | Kitt Peak    | Spacewatch               | —         | MPC                           |
| 475754     | 2006 WJ141 | 22 out 2006 | Mount Lemmon | Mount Lemmon Survey      | —         | MPC                           |
| 475755     | 2006 WX152 | 15 nov 2006 | Catalina     | CSS                      | —         | MPC                           |
| 475756     | 2006 WB153 | 21 nov 2006 | Mount Lemmon | Mount Lemmon Survey      | —         | MPC                           |
| 475757     | 2006 WO153 | 23 out 2006 | Mount Lemmon | Mount Lemmon Survey      | —         | MPC                           |
| 475758     | 2006 WY160 | 15 out 2006 | Kitt Peak    | Spacewatch               | —         | MPC                           |
| 475759     | 2006 WJ161 | 11 nov 2006 | Kitt Peak    | Spacewatch               | —         | MPC                           |
| 475760     | 2006 WB163 | 22 out 2006 | Mount Lemmon | Mount Lemmon Survey      | —         | MPC                           |
| 475761     | 2006 WF163 | 19 out 2006 | Mount Lemmon | Mount Lemmon Survey      | Brangane  | MPC                           |
| 475762     | 2006 WW163 | 22 out 2006 | Mount Lemmon | Mount Lemmon Survey      | —         | MPC                           |
| 475763     | 2006 WE171 | 11 nov 2006 | Kitt Peak    | Spacewatch               | —         | MPC                           |
| 475764     | 2006 WM171 | 23 nov 2006 | Kitt Peak    | Spacewatch               | —         | MPC                           |
| 475765     | 2006 WS173 | 14 nov 2006 | Kitt Peak    | Spacewatch               | Brangane  | MPC                           |
| 475766     | 2006 WG182 | 24 nov 2006 | Mount Lemmon | Mount Lemmon Survey      | —         | MPC                           |
| 475767     | 2006 WV183 | 15 nov 2006 | Mount Lemmon | Mount Lemmon Survey      | —         | MPC                           |
| 475768     | 2006 WZ188 | 11 nov 2006 | Kitt Peak    | Spacewatch               | —         | MPC                           |
| 475769     | 2006 WC189 | 11 nov 2006 | Mount Lemmon | Mount Lemmon Survey      | —         | MPC                           |
| 475770     | 2006 WE192 | 11 nov 2006 | Kitt Peak    | Spacewatch               | —         | MPC                           |
| 475771     | 2006 WQ192 | 27 nov 2006 | Kitt Peak    | Spacewatch               | —         | MPC                           |
| 475772     | 2006 WT193 | 27 nov 2006 | Mount Lemmon | Mount Lemmon Survey      | Brangane  | MPC                           |
| 475773     | 2006 WC195 | 27 set 2006 | Mount Lemmon | Mount Lemmon Survey      | —         | MPC                           |
| 475774     | 2006 WY199 | 16 nov 2006 | Kitt Peak    | Spacewatch               | —         | MPC                           |
| 475775     | 2006 WS200 | 22 nov 2006 | Mount Lemmon | Mount Lemmon Survey      | —         | MPC                           |
| 475776     | 2006 WA201 | 27 nov 2006 | Mount Lemmon | Mount Lemmon Survey      | —         | MPC                           |
| 475777     | 2006 WJ201 | 16 nov 2006 | Kitt Peak    | Spacewatch               | —         | MPC                           |
| 475778     | 2006 WA203 | 19 nov 2006 | Kitt Peak    | Spacewatch               | —         | MPC                           |
| 475779     | 2006 WR203 | 16 nov 2006 | Kitt Peak    | Spacewatch               | —         | MPC                           |
| 475780     | 2006 WZ204 | 17 nov 2006 | Kitt Peak    | Spacewatch               | —         | MPC                           |
| 475781     | 2006 XU1   | 10 dez 2006 | Ottmarsheim  | C. Rinner                | —         | MPC                           |
| 475782     | 2006 XN2   | 16 nov 2006 | Kitt Peak    | Spacewatch               | —         | MPC                           |
| 475783     | 2006 XR2   | 12 dez 2006 | 7300         | W. K. Y. Yeung           | —         | MPC                           |
| 475784     | 2006 XA13  | 16 nov 2006 | Kitt Peak    | Spacewatch               | —         | MPC                           |
| 475785     | 2006 XV15  | 8 fev 2002  | Kitt Peak    | Spacewatch               | —         | MPC                           |
| 475786     | 2006 XJ16  | 10 dez 2006 | Kitt Peak    | Spacewatch               | —         | MPC                           |
| 475787     | 2006 XP20  | 14 nov 2006 | Mount Lemmon | Mount Lemmon Survey      | —         | MPC                           |
| 475788     | 2006 XR20  | 22 nov 2006 | Mount Lemmon | Mount Lemmon Survey      | —         | MPC                           |
| 475789     | 2006 XL23  | 12 dez 2006 | Mount Lemmon | Mount Lemmon Survey      | —         | MPC                           |
| 475790     | 2006 XV24  | 17 nov 2006 | Kitt Peak    | Spacewatch               | —         | MPC                           |
| 475791     | 2006 XQ29  | 25 nov 2006 | Kitt Peak    | Spacewatch               | —         | MPC                           |
| 475792     | 2006 XN31  | 11 nov 2006 | Kitt Peak    | Spacewatch               | —         | MPC                           |
| 475793     | 2006 XW34  | 11 dez 2006 | Kitt Peak    | Spacewatch               | —         | MPC                           |
| 475794     | 2006 XD35  | 11 dez 2006 | Kitt Peak    | Spacewatch               | Ursula    | MPC                           |
| 475795     | 2006 XU36  | 1 dez 2006  | Mount Lemmon | Mount Lemmon Survey      | —         | MPC                           |
| 475796     | 2006 XW38  | 11 dez 2006 | Kitt Peak    | Spacewatch               | —         | MPC                           |
| 475797     | 2006 XP43  | 12 dez 2006 | Kitt Peak    | Spacewatch               | —         | MPC                           |
| 475798     | 2006 XH54  | 15 dez 2006 | Kitt Peak    | Spacewatch               | —         | MPC                           |
| 475799     | 2006 XM56  | 17 nov 2006 | Mount Lemmon | Mount Lemmon Survey      | —         | MPC                           |
| 475800     | 2006 XJ62  | 15 dez 2006 | Kitt Peak    | Spacewatch               | —         | MPC                           |

## 475801–475900
| Designação   | Designação | Descoberta  | Descoberta    | Descobridor(es)     | Categoria | Mais informações / Referência |
| Permanente   | Provisória | Data        | Local         | Descobridor(es)     | Categoria | Mais informações / Referência |
| ------------ | ---------- | ----------- | ------------- | ------------------- | --------- | ----------------------------- |
| 475801       | 2006 XM62  | 15 dez 2006 | Kitt Peak     | Spacewatch          | —         | MPC                           |
| 475802 Zurek | 2006 XU67  | 13 dez 2006 | Mauna Kea     | D. D. Balam         | —         | MPC                           |
| 475803       | 2006 XV69  | 22 nov 2006 | Mount Lemmon  | Mount Lemmon Survey | —         | MPC                           |
| 475804       | 2006 XT72  | 15 dez 2006 | Kitt Peak     | Spacewatch          | —         | MPC                           |
| 475805       | 2006 YJ1   | 15 dez 2006 | Kitt Peak     | Spacewatch          | —         | MPC                           |
| 475806       | 2006 YV4   | 27 set 2006 | Mount Lemmon  | Mount Lemmon Survey | —         | MPC                           |
| 475807       | 2006 YZ15  | 16 dez 2006 | Kitt Peak     | Spacewatch          | —         | MPC                           |
| 475808       | 2006 YU18  | 23 dez 2006 | Mount Lemmon  | Mount Lemmon Survey | —         | MPC                           |
| 475809       | 2006 YH27  | 21 dez 2006 | Kitt Peak     | Spacewatch          | —         | MPC                           |
| 475810       | 2006 YN28  | 21 dez 2006 | Kitt Peak     | Spacewatch          | —         | MPC                           |
| 475811       | 2006 YZ28  | 21 dez 2006 | Kitt Peak     | Spacewatch          | —         | MPC                           |
| 475812       | 2006 YK30  | 21 dez 2006 | Kitt Peak     | Spacewatch          | —         | MPC                           |
| 475813       | 2006 YH52  | 21 dez 2006 | Kitt Peak     | Spacewatch          | —         | MPC                           |
| 475814       | 2006 YL52  | 24 dez 2006 | Mount Lemmon  | Mount Lemmon Survey | —         | MPC                           |
| 475815       | 2006 YB54  | 21 dez 2006 | Kitt Peak     | Spacewatch          | —         | MPC                           |
| 475816       | 2006 YT55  | 27 dez 2006 | Mount Lemmon  | Mount Lemmon Survey | —         | MPC                           |
| 475817       | 2007 AX6   | 9 jan 2007  | Kitt Peak     | Spacewatch          | —         | MPC                           |
| 475818       | 2007 AS9   | 2 nov 2006  | Mount Lemmon  | Mount Lemmon Survey | —         | MPC                           |
| 475819       | 2007 AR11  | 8 jan 2007  | Mount Lemmon  | Mount Lemmon Survey | —         | MPC                           |
| 475820       | 2007 AB13  | 21 nov 2006 | Socorro       | LINEAR              | —         | MPC                           |
| 475821       | 2007 AY16  | 12 jan 1996 | Kitt Peak     | Spacewatch          | —         | MPC                           |
| 475822       | 2007 AS20  | 10 jan 2007 | Kitt Peak     | Spacewatch          | —         | MPC                           |
| 475823       | 2007 AF21  | 10 jan 2007 | Mount Lemmon  | Mount Lemmon Survey | —         | MPC                           |
| 475824       | 2007 AC23  | 10 jan 2007 | Mount Lemmon  | Mount Lemmon Survey | —         | MPC                           |
| 475825       | 2007 AF26  | 10 jan 2007 | Mount Lemmon  | Mount Lemmon Survey | Juno      | MPC                           |
| 475826       | 2007 AU30  | 8 jan 2007  | Mount Lemmon  | Mount Lemmon Survey | —         | MPC                           |
| 475827       | 2007 BM    | 16 jan 2007 | Socorro       | LINEAR              | —         | MPC                           |
| 475828       | 2007 BU3   | 13 dez 2006 | Kitt Peak     | Spacewatch          | —         | MPC                           |
| 475829       | 2007 BF4   | 16 jan 2007 | Catalina      | CSS                 | Brangane  | MPC                           |
| 475830       | 2007 BS6   | 8 jan 2007  | Kitt Peak     | Spacewatch          | —         | MPC                           |
| 475831       | 2007 BB12  | 17 jan 2007 | Kitt Peak     | Spacewatch          | —         | MPC                           |
| 475832       | 2007 BE12  | 17 jan 2007 | Kitt Peak     | Spacewatch          | —         | MPC                           |
| 475833       | 2007 BU12  | 28 set 2000 | Kitt Peak     | Spacewatch          | —         | MPC                           |
| 475834       | 2007 BY13  | 17 jan 2007 | Kitt Peak     | Spacewatch          | —         | MPC                           |
| 475835       | 2007 BG14  | 17 jan 2007 | Kitt Peak     | Spacewatch          | —         | MPC                           |
| 475836       | 2007 BB18  | 27 dez 2006 | Mount Lemmon  | Mount Lemmon Survey | —         | MPC                           |
| 475837       | 2007 BF24  | 17 jan 2007 | Kitt Peak     | Spacewatch          | —         | MPC                           |
| 475838       | 2007 BM26  | 24 jan 2007 | Mount Lemmon  | Mount Lemmon Survey | —         | MPC                           |
| 475839       | 2007 BN34  | 24 jan 2007 | Mount Lemmon  | Mount Lemmon Survey | —         | MPC                           |
| 475840       | 2007 BX40  | 20 dez 2006 | Mount Lemmon  | Mount Lemmon Survey | —         | MPC                           |
| 475841       | 2007 BV42  | 27 dez 2006 | Mount Lemmon  | Mount Lemmon Survey | —         | MPC                           |
| 475842       | 2007 BS43  | 24 dez 2006 | Mount Lemmon  | Mount Lemmon Survey | —         | MPC                           |
| 475843       | 2007 BS44  | 25 jan 2007 | Kitt Peak     | Spacewatch          | —         | MPC                           |
| 475844       | 2007 BT44  | 25 jan 2007 | Kitt Peak     | Spacewatch          | —         | MPC                           |
| 475845       | 2007 BZ46  | 26 jan 2007 | Kitt Peak     | Spacewatch          | —         | MPC                           |
| 475846       | 2007 BY47  | 26 jan 2007 | Kitt Peak     | Spacewatch          | —         | MPC                           |
| 475847       | 2007 BG48  | 26 jan 2007 | Kitt Peak     | Spacewatch          | —         | MPC                           |
| 475848       | 2007 BK48  | 17 jan 2007 | Kitt Peak     | Spacewatch          | —         | MPC                           |
| 475849       | 2007 BC55  | 24 jan 2007 | Mount Lemmon  | Mount Lemmon Survey | —         | MPC                           |
| 475850       | 2007 BR55  | 10 jan 2007 | Kitt Peak     | Spacewatch          | —         | MPC                           |
| 475851       | 2007 BD56  | 17 jan 2007 | Kitt Peak     | Spacewatch          | —         | MPC                           |
| 475852       | 2007 BE57  | 15 nov 2006 | Mount Lemmon  | Mount Lemmon Survey | —         | MPC                           |
| 475853       | 2007 BO57  | 10 jan 2007 | Kitt Peak     | Spacewatch          | —         | MPC                           |
| 475854       | 2007 BD60  | 26 jan 2007 | Kitt Peak     | Spacewatch          | —         | MPC                           |
| 475855       | 2007 BZ60  | 27 jan 2007 | Mount Lemmon  | Mount Lemmon Survey | —         | MPC                           |
| 475856       | 2007 BZ64  | 27 jan 2007 | Mount Lemmon  | Mount Lemmon Survey | —         | MPC                           |
| 475857       | 2007 BJ68  | 27 jan 2007 | Mount Lemmon  | Mount Lemmon Survey | —         | MPC                           |
| 475858       | 2007 BQ76  | 25 dez 2006 | Kitt Peak     | Spacewatch          | —         | MPC                           |
| 475859       | 2007 BB77  | 10 jan 2007 | Kitt Peak     | Spacewatch          | —         | MPC                           |
| 475860       | 2007 BT79  | 29 jan 2007 | Kitt Peak     | Spacewatch          | —         | MPC                           |
| 475861       | 2007 BU86  | 21 dez 2006 | Mount Lemmon  | Mount Lemmon Survey | —         | MPC                           |
| 475862       | 2007 BH100 | 17 jan 2007 | Kitt Peak     | Spacewatch          | —         | MPC                           |
| 475863       | 2007 CG1   | 24 dez 2006 | Mount Lemmon  | Mount Lemmon Survey | —         | MPC                           |
| 475864       | 2007 CA3   | 6 fev 2007  | Kitt Peak     | Spacewatch          | —         | MPC                           |
| 475865       | 2007 CU3   | 6 fev 2007  | Kitt Peak     | Spacewatch          | —         | MPC                           |
| 475866       | 2007 CM7   | 17 jan 2007 | Kitt Peak     | Spacewatch          | —         | MPC                           |
| 475867       | 2007 CU12  | 17 jan 2007 | Kitt Peak     | Spacewatch          | —         | MPC                           |
| 475868       | 2007 CZ12  | 6 fev 2007  | Palomar       | NEAT                | —         | MPC                           |
| 475869       | 2007 CB16  | 6 fev 2007  | Palomar       | NEAT                | —         | MPC                           |
| 475870       | 2007 CJ26  | 21 nov 2006 | Mount Lemmon  | Mount Lemmon Survey | —         | MPC                           |
| 475871       | 2007 CA29  | 27 jan 2007 | Kitt Peak     | Spacewatch          | —         | MPC                           |
| 475872       | 2007 CO31  | 6 fev 2007  | Mount Lemmon  | Mount Lemmon Survey | —         | MPC                           |
| 475873       | 2007 CJ34  | 6 fev 2007  | Mount Lemmon  | Mount Lemmon Survey | —         | MPC                           |
| 475874       | 2007 CB35  | 17 jan 2007 | Kitt Peak     | Spacewatch          | —         | MPC                           |
| 475875       | 2007 CT35  | 6 fev 2007  | Mount Lemmon  | Mount Lemmon Survey | —         | MPC                           |
| 475876       | 2007 CD36  | 26 jan 2007 | Kitt Peak     | Spacewatch          | —         | MPC                           |
| 475877       | 2007 CN43  | 27 jan 2007 | Mount Lemmon  | Mount Lemmon Survey | —         | MPC                           |
| 475878       | 2007 CN45  | 8 fev 2007  | Palomar       | NEAT                | —         | MPC                           |
| 475879       | 2007 CP45  | 8 fev 2007  | Palomar       | NEAT                | —         | MPC                           |
| 475880       | 2007 CC49  | 10 fev 2007 | Mount Lemmon  | Mount Lemmon Survey | —         | MPC                           |
| 475881       | 2007 CV50  | 23 out 2006 | Kitt Peak     | Spacewatch          | —         | MPC                           |
| 475882       | 2007 CB57  | 9 fev 2007  | Catalina      | CSS                 | —         | MPC                           |
| 475883       | 2007 CH57  | 17 jan 2007 | Catalina      | CSS                 | —         | MPC                           |
| 475884       | 2007 CB62  | 10 fev 2007 | Catalina      | CSS                 | —         | MPC                           |
| 475885       | 2007 CK63  | 23 jan 2007 | Anderson Mesa | LONEOS              | —         | MPC                           |
| 475886       | 2007 CP65  | 15 fev 2007 | Catalina      | CSS                 | —         | MPC                           |
| 475887       | 2007 CE66  | 9 fev 2007  | Kitt Peak     | Spacewatch          | —         | MPC                           |
| 475888       | 2007 DM2   | 16 fev 2007 | Catalina      | CSS                 | —         | MPC                           |
| 475889       | 2007 DR4   | 16 fev 2007 | Črni Vrh      | Črni Vrh            | —         | MPC                           |
| 475890       | 2007 DF26  | 17 fev 2007 | Kitt Peak     | Spacewatch          | —         | MPC                           |
| 475891       | 2007 DT27  | 17 fev 2007 | Kitt Peak     | Spacewatch          | —         | MPC                           |
| 475892       | 2007 DA28  | 10 set 2004 | Kitt Peak     | Spacewatch          | —         | MPC                           |
| 475893       | 2007 DJ31  | 17 fev 2007 | Kitt Peak     | Spacewatch          | —         | MPC                           |
| 475894       | 2007 DH34  | 17 fev 2007 | Kitt Peak     | Spacewatch          | —         | MPC                           |
| 475895       | 2007 DU39  | 21 nov 2006 | Mount Lemmon  | Mount Lemmon Survey | —         | MPC                           |
| 475896       | 2007 DV40  | 28 jan 2007 | Mount Lemmon  | Mount Lemmon Survey | —         | MPC                           |
| 475897       | 2007 DF45  | 27 jan 2007 | Kitt Peak     | Spacewatch          | —         | MPC                           |
| 475898       | 2007 DM49  | 24 dez 2006 | Catalina      | CSS                 | —         | MPC                           |
| 475899       | 2007 DF50  | 17 jan 2007 | Kitt Peak     | Spacewatch          | —         | MPC                           |
| 475900       | 2007 DA54  | 21 dez 2006 | Mount Lemmon  | Mount Lemmon Survey | —         | MPC                           |

## 475901–476000
| Designação | Designação | Descoberta  | Descoberta     | Descobridor(es)       | Categoria | Mais informações / Referência |
| Permanente | Provisória | Data        | Local          | Descobridor(es)       | Categoria | Mais informações / Referência |
| ---------- | ---------- | ----------- | -------------- | --------------------- | --------- | ----------------------------- |
| 475901     | 2007 DU59  | 9 fev 2007  | Kitt Peak      | Spacewatch            | —         | MPC                           |
| 475902     | 2007 DG60  | 27 jan 2007 | Mount Lemmon   | Mount Lemmon Survey   | —         | MPC                           |
| 475903     | 2007 DK63  | 29 jan 2007 | Kitt Peak      | Spacewatch            | —         | MPC                           |
| 475904     | 2007 DN70  | 21 fev 2007 | Kitt Peak      | Spacewatch            | —         | MPC                           |
| 475905     | 2007 DO76  | 22 fev 2007 | Kitt Peak      | Spacewatch            | —         | MPC                           |
| 475906     | 2007 DQ80  | 23 fev 2007 | Mount Lemmon   | Mount Lemmon Survey   | —         | MPC                           |
| 475907     | 2007 DS81  | 28 jan 2007 | Mount Lemmon   | Mount Lemmon Survey   | —         | MPC                           |
| 475908     | 2007 DW82  | 23 fev 2007 | Kitt Peak      | Spacewatch            | —         | MPC                           |
| 475909     | 2007 DP88  | 6 out 2005  | Kitt Peak      | Spacewatch            | —         | MPC                           |
| 475910     | 2007 DQ92  | 23 fev 2007 | Kitt Peak      | Spacewatch            | —         | MPC                           |
| 475911     | 2007 DZ94  | 23 fev 2007 | Kitt Peak      | Spacewatch            | —         | MPC                           |
| 475912     | 2007 DJ95  | 23 fev 2007 | Kitt Peak      | Spacewatch            | —         | MPC                           |
| 475913     | 2007 DK104 | 27 fev 2007 | Catalina       | CSS                   | —         | MPC                           |
| 475914     | 2007 DR110 | 21 fev 2007 | Kitt Peak      | Spacewatch            | —         | MPC                           |
| 475915     | 2007 DR116 | 16 fev 2007 | Catalina       | CSS                   | —         | MPC                           |
| 475916     | 2007 DO117 | 26 fev 2007 | Mount Lemmon   | Mount Lemmon Survey   | —         | MPC                           |
| 475917     | 2007 EG1   | 27 jan 2007 | Kitt Peak      | Spacewatch            | —         | MPC                           |
| 475918     | 2007 EG4   | 27 jan 2007 | Mount Lemmon   | Mount Lemmon Survey   | —         | MPC                           |
| 475919     | 2007 EE15  | 28 jan 2007 | Mount Lemmon   | Mount Lemmon Survey   | —         | MPC                           |
| 475920     | 2007 EG17  | 27 jan 2007 | Mount Lemmon   | Mount Lemmon Survey   | —         | MPC                           |
| 475921     | 2007 EV29  | 9 mar 2007  | Kitt Peak      | Spacewatch            | —         | MPC                           |
| 475922     | 2007 EZ41  | 27 fev 2007 | Kitt Peak      | Spacewatch            | —         | MPC                           |
| 475923     | 2007 ET43  | 9 mar 2007  | Kitt Peak      | Spacewatch            | —         | MPC                           |
| 475924     | 2007 EM45  | 9 mar 2007  | Kitt Peak      | Spacewatch            | —         | MPC                           |
| 475925     | 2007 EB46  | 9 mar 2007  | Mount Lemmon   | Mount Lemmon Survey   | —         | MPC                           |
| 475926     | 2007 EA51  | 10 mar 2007 | Mount Lemmon   | Mount Lemmon Survey   | —         | MPC                           |
| 475927     | 2007 EH51  | 10 mar 2007 | Palomar        | NEAT                  | —         | MPC                           |
| 475928     | 2007 EK65  | 10 mar 2007 | Kitt Peak      | Spacewatch            | —         | MPC                           |
| 475929     | 2007 EN68  | 10 mar 2007 | Palomar        | NEAT                  | —         | MPC                           |
| 475930     | 2007 EQ72  | 10 mar 2007 | Kitt Peak      | Spacewatch            | —         | MPC                           |
| 475931     | 2007 EL80  | 11 mar 2007 | Kitt Peak      | Spacewatch            | —         | MPC                           |
| 475932     | 2007 ET87  | 11 mar 2007 | XuYi           | PMO NEO               | —         | MPC                           |
| 475933     | 2007 EL92  | 10 mar 2007 | Kitt Peak      | Spacewatch            | —         | MPC                           |
| 475934     | 2007 EC93  | 22 fev 2007 | Kitt Peak      | Spacewatch            | —         | MPC                           |
| 475935     | 2007 ER112 | 11 mar 2007 | Kitt Peak      | Spacewatch            | —         | MPC                           |
| 475936     | 2007 EO115 | 13 mar 2007 | Mount Lemmon   | Mount Lemmon Survey   | —         | MPC                           |
| 475937     | 2007 EQ122 | 23 fev 2007 | Socorro        | LINEAR                | —         | MPC                           |
| 475938     | 2007 EA128 | 9 mar 2007  | Mount Lemmon   | Mount Lemmon Survey   | —         | MPC                           |
| 475939     | 2007 EB132 | 9 mar 2007  | Mount Lemmon   | Mount Lemmon Survey   | —         | MPC                           |
| 475940     | 2007 EL148 | 12 mar 2007 | Kitt Peak      | Spacewatch            | —         | MPC                           |
| 475941     | 2007 ES162 | 15 mar 2007 | Mount Lemmon   | Mount Lemmon Survey   | —         | MPC                           |
| 475942     | 2007 EX170 | 8 fev 2007  | Kitt Peak      | Spacewatch            | —         | MPC                           |
| 475943     | 2007 EV173 | 14 mar 2007 | Kitt Peak      | Spacewatch            | —         | MPC                           |
| 475944     | 2007 EG179 | 14 mar 2007 | Kitt Peak      | Spacewatch            | —         | MPC                           |
| 475945     | 2007 EN189 | 13 mar 2007 | Mount Lemmon   | Mount Lemmon Survey   | —         | MPC                           |
| 475946     | 2007 EK192 | 14 mar 2007 | Kitt Peak      | Spacewatch            | —         | MPC                           |
| 475947     | 2007 ER218 | 11 mar 2007 | Kitt Peak      | Spacewatch            | —         | MPC                           |
| 475948     | 2007 EV219 | 10 mar 2007 | Mount Lemmon   | Mount Lemmon Survey   | —         | MPC                           |
| 475949     | 2007 EA224 | 13 mar 2007 | Mount Lemmon   | Mount Lemmon Survey   | —         | MPC                           |
| 475950     | 2007 FE1   | 17 mar 2007 | Catalina       | CSS                   | —         | MPC                           |
| 475951     | 2007 FG32  | 20 mar 2007 | Kitt Peak      | Spacewatch            | —         | MPC                           |
| 475952     | 2007 FU35  | 23 mar 2007 | Siding Spring  | SSS                   | —         | MPC                           |
| 475953     | 2007 GR4   | 11 abr 2007 | Catalina       | CSS                   | —         | MPC                           |
| 475954     | 2007 GV13  | 14 mar 2007 | Kitt Peak      | Spacewatch            | —         | MPC                           |
| 475955     | 2007 GL17  | 11 abr 2007 | Kitt Peak      | Spacewatch            | Meliboea  | MPC                           |
| 475956     | 2007 GF19  | 11 abr 2007 | Kitt Peak      | Spacewatch            | —         | MPC                           |
| 475957     | 2007 GD30  | 13 mar 2007 | Kitt Peak      | Spacewatch            | —         | MPC                           |
| 475958     | 2007 GQ64  | 15 abr 2007 | Kitt Peak      | Spacewatch            | —         | MPC                           |
| 475959     | 2007 GX68  | 13 mar 2007 | Kitt Peak      | Spacewatch            | —         | MPC                           |
| 475960     | 2007 HP3   | 16 mar 2007 | Mount Lemmon   | Mount Lemmon Survey   | —         | MPC                           |
| 475961     | 2007 HV16  | 25 fev 2007 | Mount Lemmon   | Mount Lemmon Survey   | —         | MPC                           |
| 475962     | 2007 HR59  | 18 abr 2007 | Mount Lemmon   | Mount Lemmon Survey   | —         | MPC                           |
| 475963     | 2007 HG63  | 15 mar 2007 | Mount Lemmon   | Mount Lemmon Survey   | —         | MPC                           |
| 475964     | 2007 HW70  | 20 abr 2007 | Kitt Peak      | Spacewatch            | —         | MPC                           |
| 475965     | 2007 HQ71  | 24 dez 2005 | Kitt Peak      | Spacewatch            | —         | MPC                           |
| 475966     | 2007 JV    | 24 abr 2007 | Mount Lemmon   | Mount Lemmon Survey   | —         | MPC                           |
| 475967     | 2007 JF22  | 8 jan 2007  | Socorro        | LINEAR                | —         | MPC                           |
| 475968     | 2007 JV28  | 10 mai 2007 | Kitt Peak      | Spacewatch            | —         | MPC                           |
| 475969     | 2007 JC36  | 22 abr 2007 | Mount Lemmon   | Mount Lemmon Survey   | —         | MPC                           |
| 475970     | 2007 JM36  | 15 mai 2007 | Tiki           | S. F. Hönig, N. Teamo | —         | MPC                           |
| 475971     | 2007 KR1   | 16 mai 2007 | Kitt Peak      | Spacewatch            | —         | MPC                           |
| 475972     | 2007 LP22  | 19 abr 2007 | Mount Lemmon   | Mount Lemmon Survey   | —         | MPC                           |
| 475973     | 2007 LZ27  | 25 abr 2007 | Mount Lemmon   | Mount Lemmon Survey   | —         | MPC                           |
| 475974     | 2007 NM2   | 24 jun 2007 | Kitt Peak      | Spacewatch            | —         | MPC                           |
| 475975     | 2007 NK3   | 14 jul 2007 | Dauban         | Chante-Perdrix Obs.   | —         | MPC                           |
| 475976     | 2007 NL6   | 10 jul 2007 | Siding Spring  | SSS                   | —         | MPC                           |
| 475977     | 2007 OO6   | 15 jun 2007 | Kitt Peak      | Spacewatch            | —         | MPC                           |
| 475978     | 2007 OE11  | 19 jul 2007 | Mount Lemmon   | Mount Lemmon Survey   | —         | MPC                           |
| 475979     | 2007 PM4   | 16 jul 2007 | Siding Spring  | SSS                   | —         | MPC                           |
| 475980     | 2007 PG16  | 8 ago 2007  | Socorro        | LINEAR                | —         | MPC                           |
| 475981     | 2007 PR18  | 9 ago 2007  | Socorro        | LINEAR                | —         | MPC                           |
| 475982     | 2007 PN19  | 9 ago 2007  | Socorro        | LINEAR                | —         | MPC                           |
| 475983     | 2007 PN21  | 9 ago 2007  | Socorro        | LINEAR                | Phocaea   | MPC                           |
| 475984     | 2007 PO23  | 12 ago 2007 | Socorro        | LINEAR                | —         | MPC                           |
| 475985     | 2007 PR27  | 14 ago 2007 | Pla D'Arguines | R. Ferrando           | —         | MPC                           |
| 475986     | 2007 PZ33  | 10 ago 2007 | Kitt Peak      | Spacewatch            | —         | MPC                           |
| 475987     | 2007 PC36  | 12 ago 2007 | XuYi           | PMO NEO               | —         | MPC                           |
| 475988     | 2007 PB37  | 13 ago 2007 | Socorro        | LINEAR                | —         | MPC                           |
| 475989     | 2007 PZ42  | 9 ago 2007  | Kitt Peak      | Spacewatch            | Phocaea   | MPC                           |
| 475990     | 2007 PD43  | 9 ago 2007  | Socorro        | LINEAR                | —         | MPC                           |
| 475991     | 2007 PF47  | 10 ago 2007 | Kitt Peak      | Spacewatch            | —         | MPC                           |
| 475992     | 2007 QU8   | 22 ago 2007 | Anderson Mesa  | LONEOS                | —         | MPC                           |
| 475993     | 2007 RF    | 1 set 2007  | Siding Spring  | K. Sárneczky, L. Kiss | —         | MPC                           |
| 475994     | 2007 RS3   | 3 set 2007  | Mount Lemmon   | Mount Lemmon Survey   | —         | MPC                           |
| 475995     | 2007 RR8   | 8 set 2007  | Eskridge       | G. Hug                | —         | MPC                           |
| 475996     | 2007 RJ21  | 3 set 2007  | Catalina       | CSS                   | —         | MPC                           |
| 475997     | 2007 RM25  | 4 set 2007  | Mount Lemmon   | Mount Lemmon Survey   | —         | MPC                           |
| 475998     | 2007 RY34  | 6 set 2007  | Anderson Mesa  | LONEOS                | —         | MPC                           |
| 475999     | 2007 RR46  | 9 set 2007  | Kitt Peak      | Spacewatch            | —         | MPC                           |
| 476000     | 2007 RY47  | 9 set 2007  | Mount Lemmon   | Mount Lemmon Survey   | —         | MPC                           |